# Lauraceae

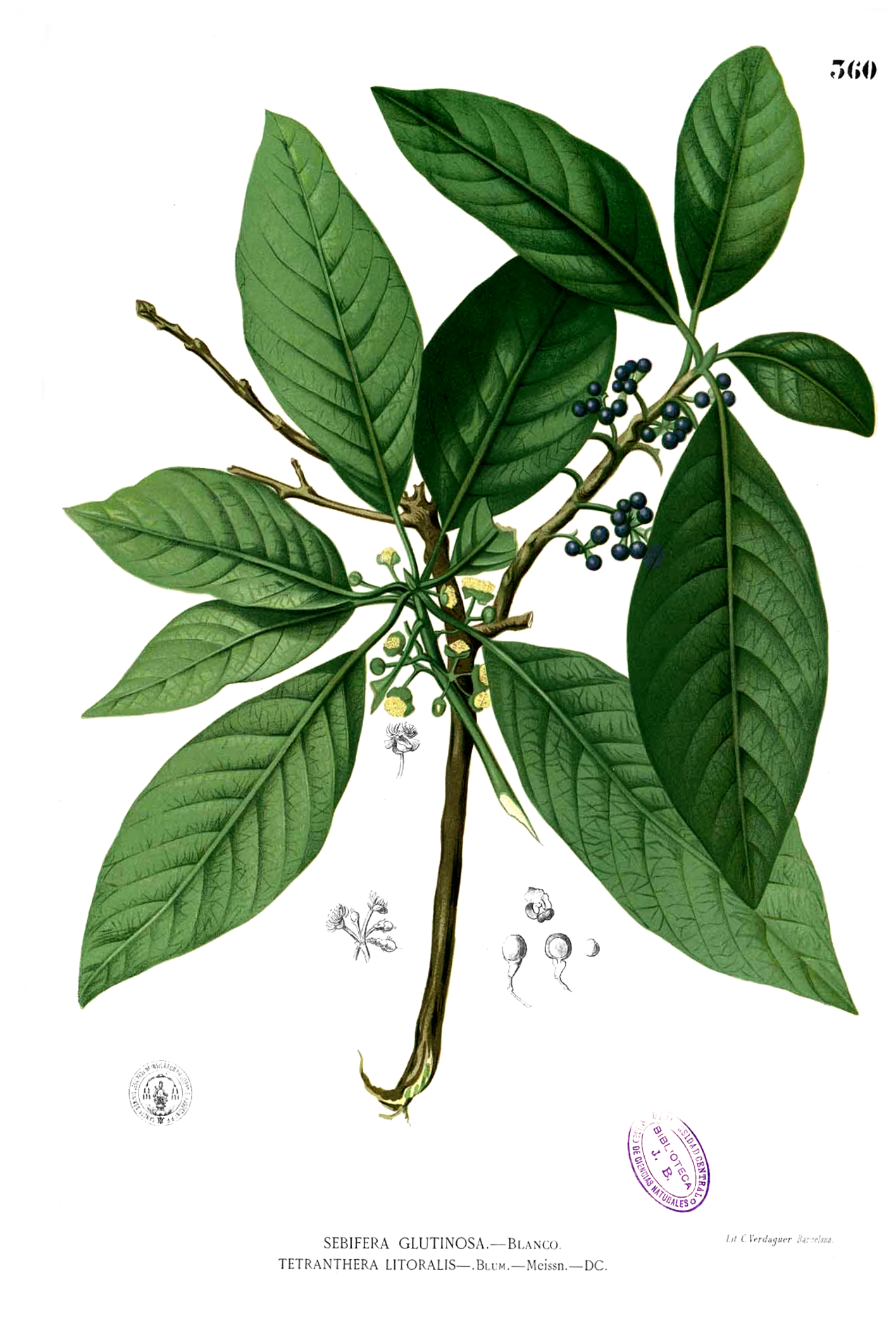
Litsea glutinosa (ilustração da obra Flora de Filipinas, 1880-1883, de Francisco Manuel Blanco).

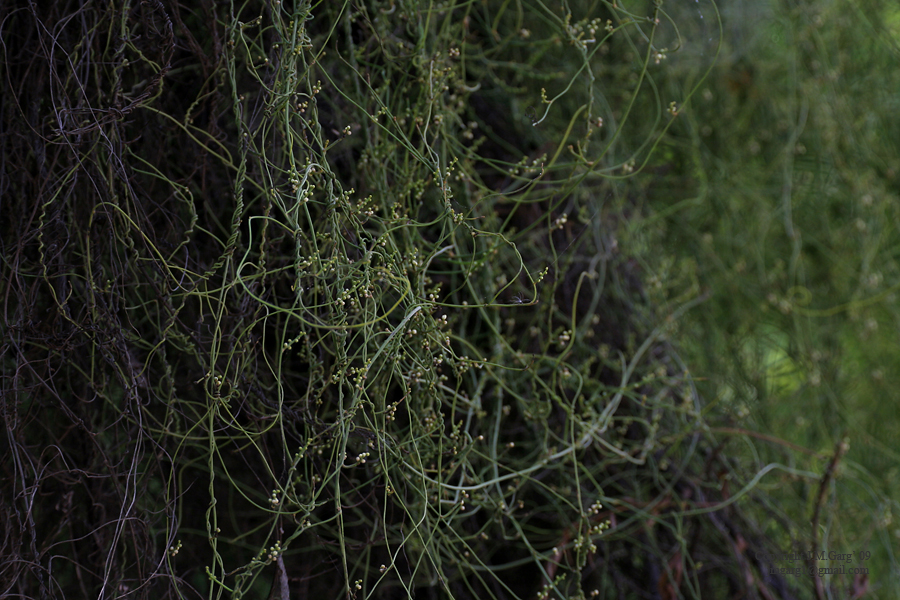
Cassytha filiformis.

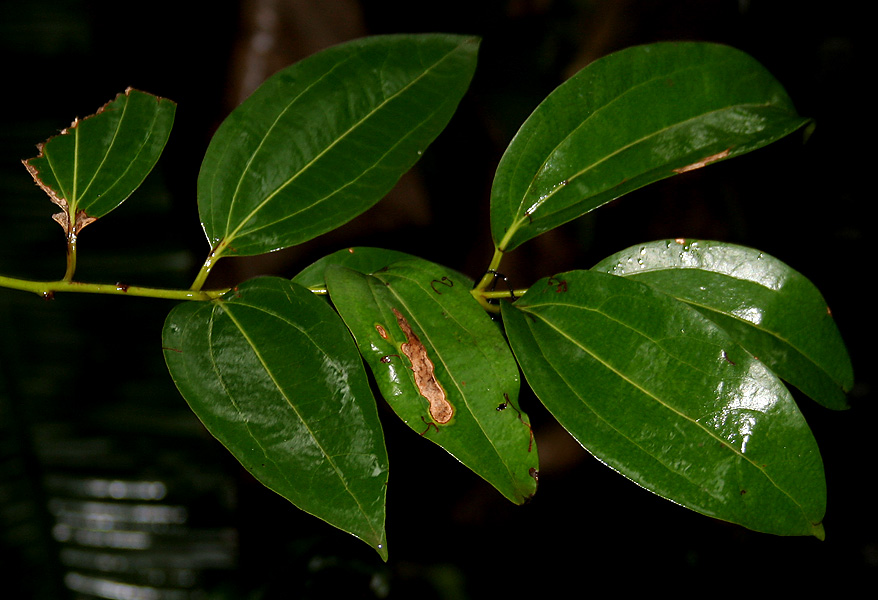
Folhagem de Cinnamomum tamala (malabathrum ou tejpat).

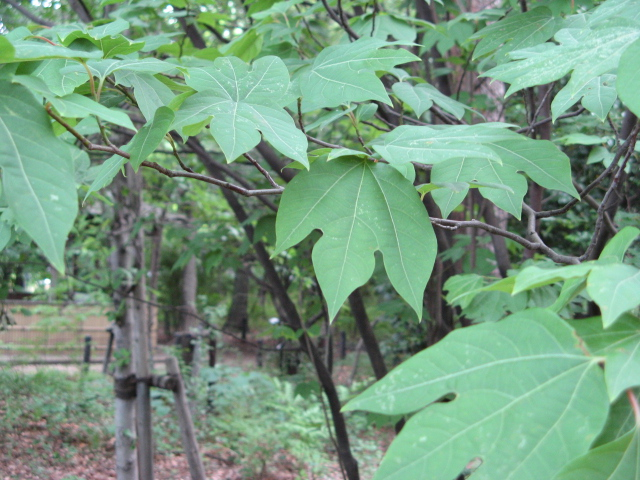
Folhas de Lindera triloba.

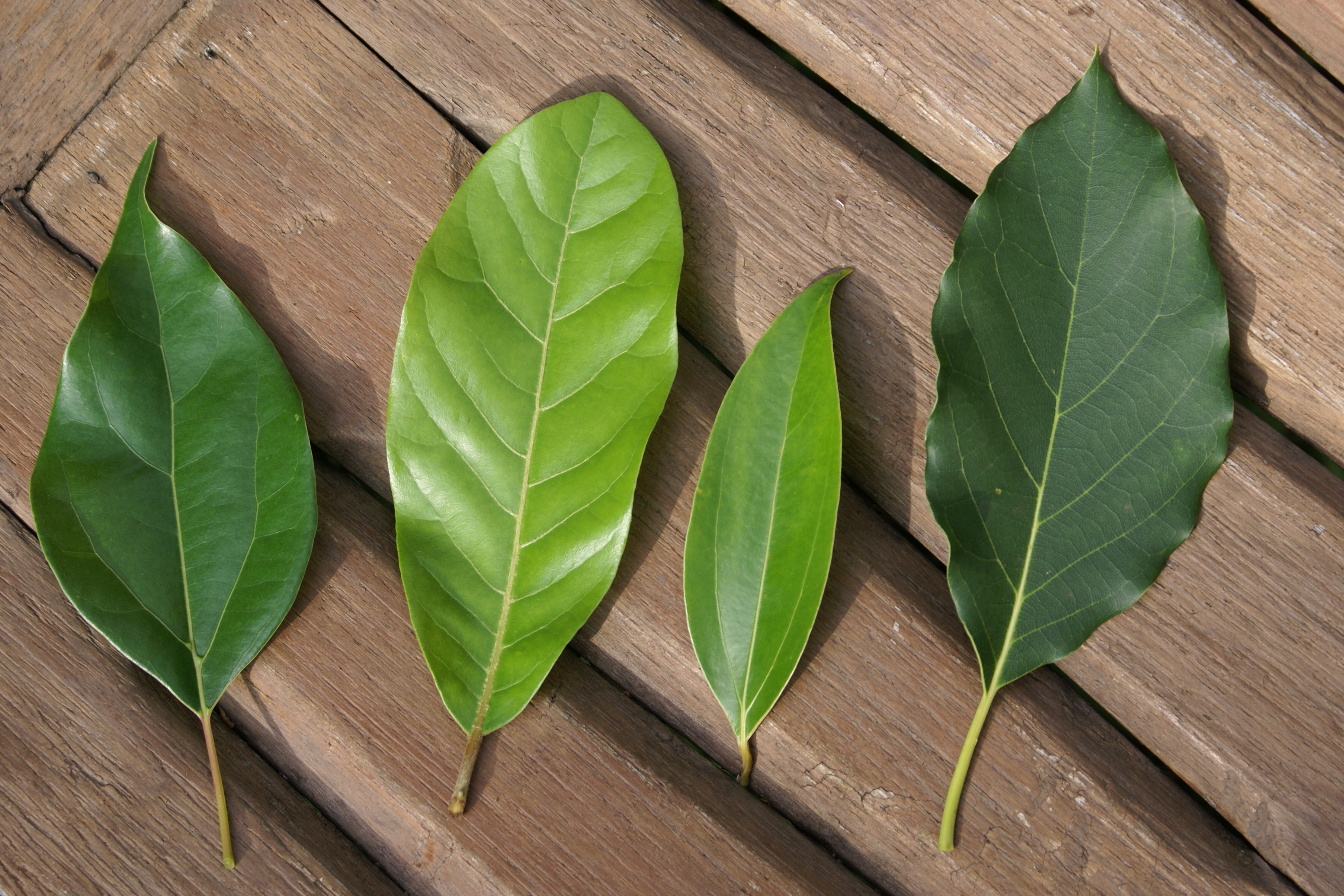
Folhas simples e coreáceas, típicas das Lauraceae.

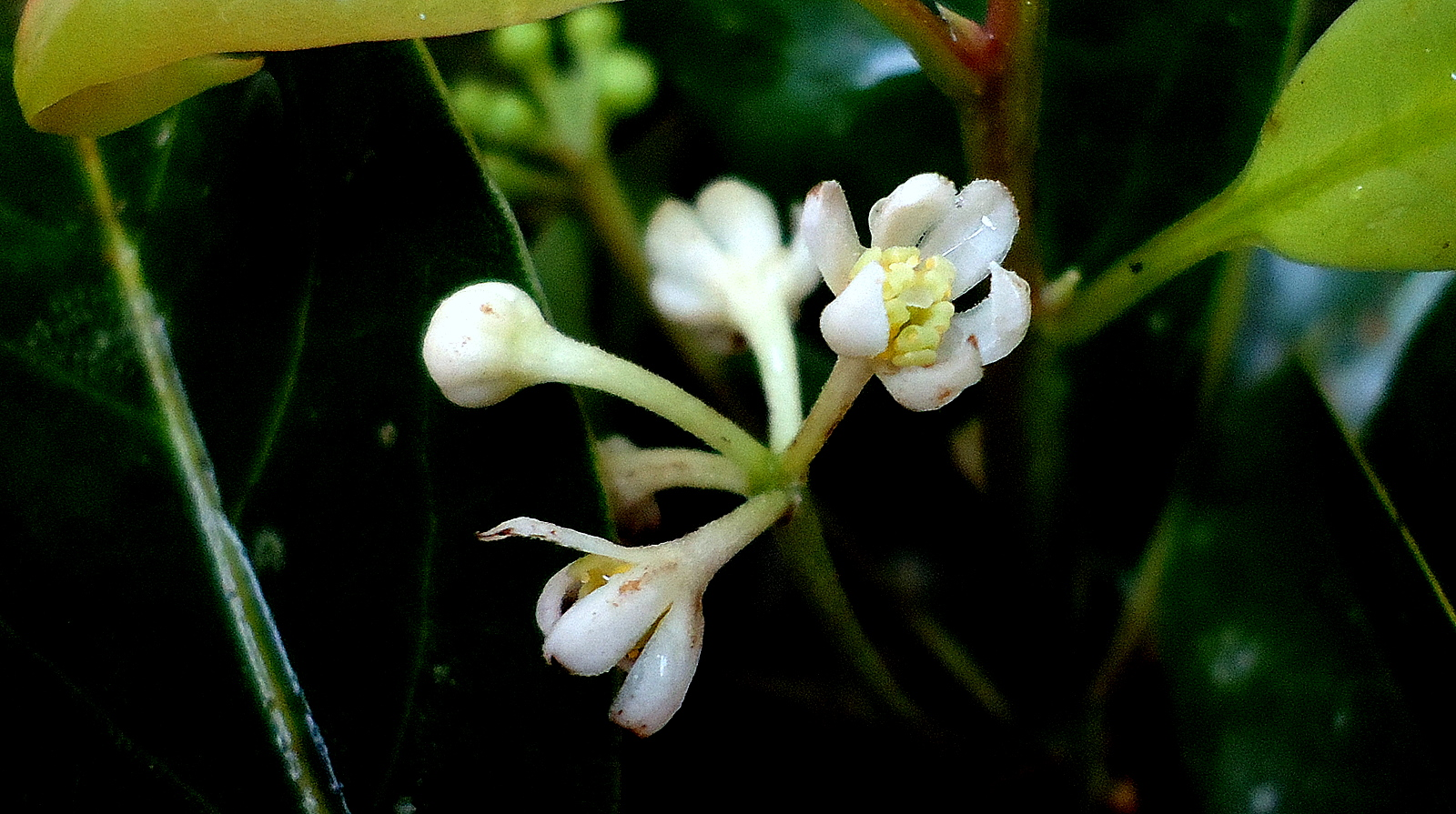
Flores de Ocotea sp.

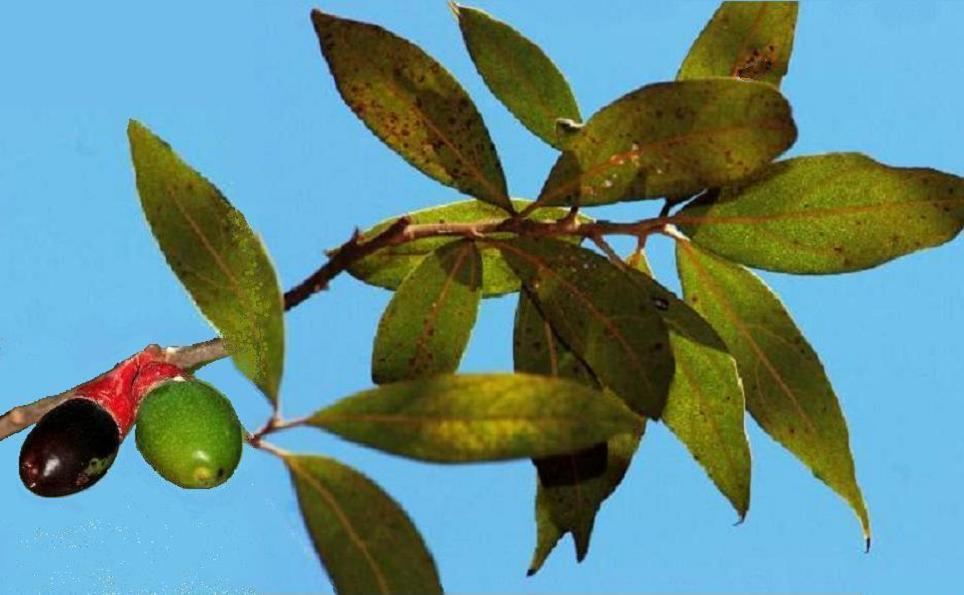
Fruto típico das Lauraceae.

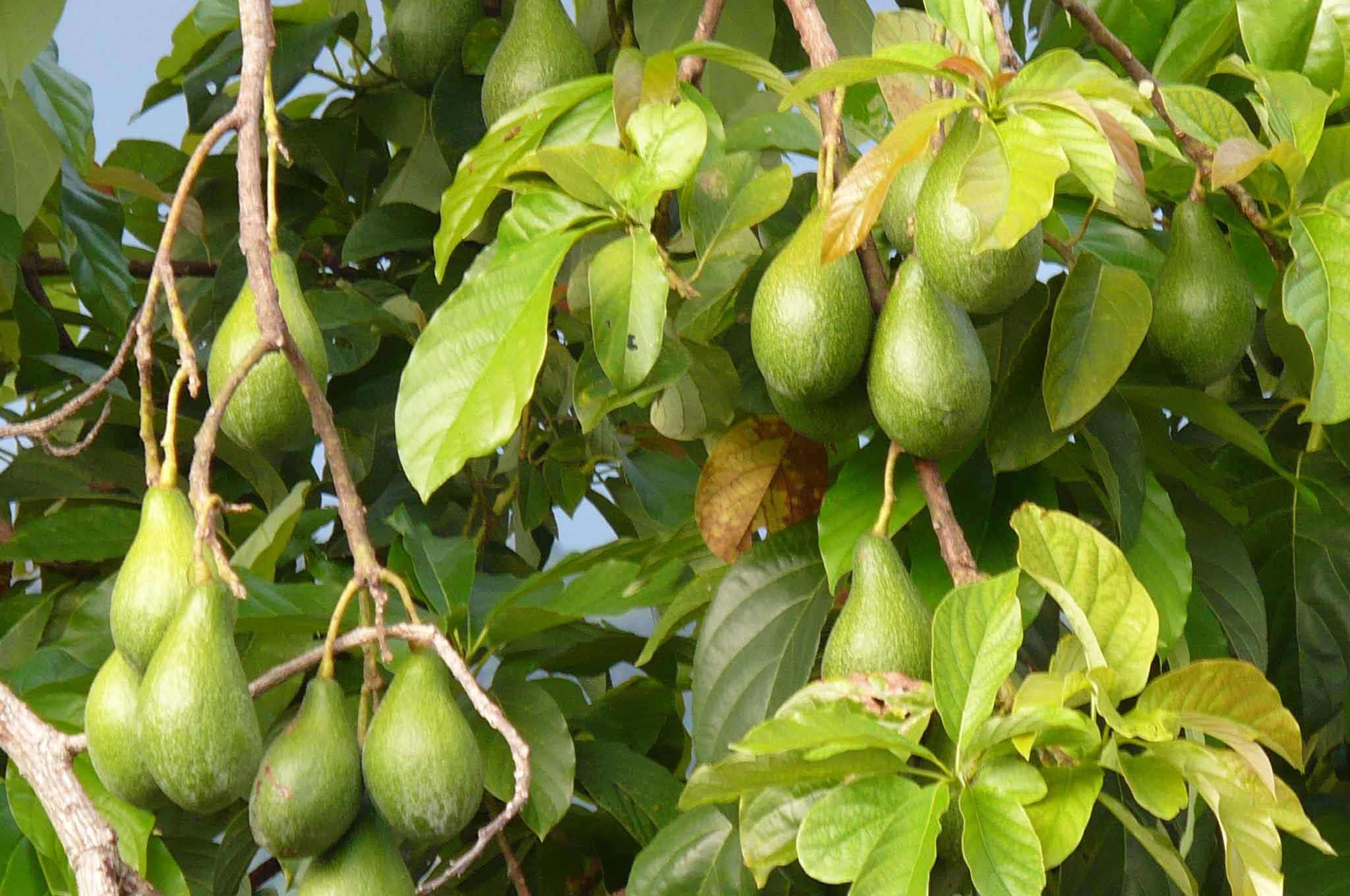
Fruto do tipo bacáceo de Persea americana (abacateiro). O abacate é utilizado na culinária e também para uso medicinal.

Lauraceae é uma família de plantas com flor da ordem Laurales que inclui cerca de 2850 espécies validamente descritas, repartidas por 45 géneros, maioritariamente arbustos ou pequenas árvores, perenifólios e aromáticos, embora alguns géneros, nomeadamente Sassafras, incluam espécies decíduas. O género Cassytha diferencia-se dos restantes ao agrupar lianas parasíticas. A família tem distribuição natural em todas as regiões tropicais e subtropicais, com centros de diversidade no Sudeste Asiático e na América do Sul. Entre as espécies mais conhecidas estão o loureiro, o abacateiro, a canela e a canforeira.

## Descrição

### Generalidades
As Lauraceae constituem uma família botânica do grupo das plantas angiospermas (plantas com flor), com representantes amplamente conhecidos, tais como o abacateiro, a canela-da-índia e o loureiro.
O grupo está actualmente inserida no grande clado das Magnoliídeas, como parte da ordem Laurales. A sua distribuição natural é essencialmente pantropical, com raros representantes nas regiões temperadas, totalizando mais de 2850 espécies distribuídas por 45 géneros. No Brasil há registos de aproximadamente 441 espécies, agrupadas em 24 géneros, com ocorrência em todas as regiões, das quais 231 espécies endémicas, ou seja, que apenas ocorrem naquele território.
Quanto aos tipos morfológicos, a grande maioria são árvores e arbustos, com excepção do género Cassytha, uma liana parasítica (trepadeira parasita).
O padrão de distribuição das folhas ao longo dos ramos (a filotaxia) predominante é dos tipos alterno e espiralado, por vezes oposto, mas nunca dístico. As folhas são simples, raramente lobadas, com venação peninérvea ou palmada.
O grupo apresenta um cheiro característico nas folhas quando esmagadas, o aroma a louro, resultado da presença de óleos essenciais (terpenóides aromáticos), frequentemente associados a taninos, pelo que muitas espécies são consideradas aromáticas e algumas utilizadas como tempero.
A maioria são árvores e arbustos perenifólios, mas alguns géneros, como Sassafras, são decíduos, ou incluem indistintamente árvores e arbustos decíduos e perenifólios, especialmente em climas tropicais e temperados. O género Cassytha apresenta características únicas entre as Lauraceae por agrupar espécies de lianas parasíticas.

### Morfologia
Hábito
Em geral são plantas de porte arbóreo ou arbustivo, raramente trepadeiras parasitas, este último tipo apenas ocorrendo no género Cassytha. A maioria dos membros da família possui propriedades aromáticas. Os nós dos traços foliares são unilacunares, com células esféricas esparsas contendo óleos aromáticos (terpenóides aromáticos), frequentemente associados a taninos, em geral com alcalóides benzil-isoquinolínicos ou derivados da aporfina.
Folhas
A morfologia predominante das folhas é do tipo simples, raramente lobadas, com filotaxia (padrão de distribuição) geralmente alterna ou espiralada, ocasionalmente opostas e nunca dísticas. A venação é do tipo perinérvea, menos frequentemente palmada, com todas as nervuras conectadas por tecido lenhificado, com glândulas pelúcidas na lâmina. Estípulas ausentes.
Flores
As flores ocorrem em inflorescência em geral definidas, axilares, às vezes pseudoterminais, raramente terminais, racemiformes ou pseudo-umbelas, raramente capituladas ou reduzidas a uma única flor. As flores são frequentemente pequenas, brancas, esverdeadas ou amarelas. São flores unissexuadas (dioicas), raramente bissexuadas ou polígamas, com simetria radial (actinomorfas), com receptáculo côncavo, em geral trímeras, ou seja, peças florais em múltiplos de 3. Tépalas, geralmente 6, as vezes 4 em dois verticilos, rararmente 9 em 3 verticilos, iguais a desiguais (quando desiguais, as externas menores), caducas precoce ou tardiamente, ou persistentes e aumentadas na cúpula do fruto. Estames, geralmente 3-12. Filetes frequentemente com pares basais de glândulas (estaminódios) que secretam néctar ou perfume, os três estames mais internos geralmente modificados neste tipo de estaminódios. Anteras abrindo por 2 ou 4 valvas que se curvam da base para cima e expõem o pólen pegajoso, em geral dimórficas. Os grãos de pólen desta família não possuem aberturas e a exina é reduzida a pequenos espinhos. As flores geralmente possuem apenas um único carpelo. Ovário do tipo súpero e placentação apical.
Fruto
O fruto é uma drupa ou do tipo bacáceo (fruto semelhante a bagas), de semente única, em geral associado com o receptáculo carnoso ou lenhoso e persistente, sendo por vezes possível observar as tépalas soldadas ao fruto, com frequência contrastando na cor com o fruto. A base do fruto não possui cúpula, ou apresenta cúpula pouco a muito desenvolvida, envolvendo-o total ou parcialmente. O embrião é grande, com cotilédones carnosos. O endosperma está ausente.
Polinização
Moscas e abelhas são os polinizadores mais frequentes das flores da família Lauraceae, como também outros insectos, tais como os coleópteros e tisanópteros.
Pares de estaminódios modificados situados na base dos estames produzem fragrância e separam espacialmente os verticilos de estames, por vezes também secretando néctar. Os frutos, do tipo drupa na família de Lauraceae, são dispersos principalmente por aves, mas mamíferos também podem colaborar na dispersão (zoocoria). A coloração do fruto e da cúpula costuma ser contrastante, assim aumentando a atractividade dos frutos.

## Filogenia
A família Lauraceae é o maior grupo taxonómico incluído na ordem Laurales, um grupo que nas modernas classificações de base filogenética foi inserido no grande clade das magnoliids, o qual agrupo 4 ordens: (1) Magnoliales; (2) Laurales; (3) Canellales; e (4) Piperales.
Por sua vez, a ordem Laurales agrupa aproximadamente 3400 espécies, que segundo o mais recente sistema classificativo, o sistema APG IV (2016) do Angiosperm Phylogeny Group, se distribuem por 7 famílias: (1) Siparunaceae; (2) Gomortegaceae; (3)Atherospermataceae; (4) Hernandiaceae; (5) Calycanthaceae; (6) Monimiaceae; e (7) Lauraceae.
A ordem Laurales é considerada um grupo monofilético, tendo como sinapomorfias morfológicas potenciais os nós com traços foliares unilacunares, folhas opostas, estaminódios no verticilo interno, pólen com aberturas esculpidas, receptáculo cupuliforme (hipanto) e alguns detalhes da anatomia das sementes, sendo que algumas destas sinapomorfias se perderam em muitas espécies. A monofilia da ordem Laurales é confirmada por análises cladísticas com base em caracteres moleculares e morfológicos. A estrutura da ordem e o posicionamento das Lauraceae constam do seguinte cladograma:
|  | Canellales |
|  |            |
|  | Piperales  |
|  |            |

|  | Siparunaceae                                                         |
|  |                                                                      |
|  | \| \| Atherospermataceae \| \| \| \| \| \| Gomortegaceae \| \| \| \| |
|  |                                                                      |
|  | Atherospermataceae                                                   |
|  |                                                                      |
|  | Gomortegaceae                                                        |
|  |                                                                      |

|  | Atherospermataceae |
|  |                    |
|  | Gomortegaceae      |
|  |                    |

|  | Hernandiaceae                                             |
|  |                                                           |
|  | \| \| Monimiaceae \| \| \| \| \| \| Lauraceae \| \| \| \| |
|  |                                                           |
|  | Monimiaceae                                               |
|  |                                                           |
|  | Lauraceae                                                 |
|  |                                                           |

|  | Monimiaceae |
|  |             |
|  | Lauraceae   |
|  |             |

|  | Siparunaceae                                                         |
|  |                                                                      |
|  | \| \| Atherospermataceae \| \| \| \| \| \| Gomortegaceae \| \| \| \| |
|  |                                                                      |
|  | Atherospermataceae                                                   |
|  |                                                                      |
|  | Gomortegaceae                                                        |
|  |                                                                      |

|  | Atherospermataceae |
|  |                    |
|  | Gomortegaceae      |
|  |                    |

|  | Hernandiaceae                                             |
|  |                                                           |
|  | \| \| Monimiaceae \| \| \| \| \| \| Lauraceae \| \| \| \| |
|  |                                                           |
|  | Monimiaceae                                               |
|  |                                                           |
|  | Lauraceae                                                 |
|  |                                                           |

|  | Monimiaceae |
|  |             |
|  | Lauraceae   |
|  |             |

|  | Siparunaceae                                                         |
|  |                                                                      |
|  | \| \| Atherospermataceae \| \| \| \| \| \| Gomortegaceae \| \| \| \| |
|  |                                                                      |
|  | Atherospermataceae                                                   |
|  |                                                                      |
|  | Gomortegaceae                                                        |
|  |                                                                      |

|  | Atherospermataceae |
|  |                    |
|  | Gomortegaceae      |
|  |                    |

|  | Hernandiaceae                                             |
|  |                                                           |
|  | \| \| Monimiaceae \| \| \| \| \| \| Lauraceae \| \| \| \| |
|  |                                                           |
|  | Monimiaceae                                               |
|  |                                                           |
|  | Lauraceae                                                 |
|  |                                                           |

|  | Monimiaceae |
|  |             |
|  | Lauraceae   |
|  |             |

|  | Siparunaceae                                                         |
|  |                                                                      |
|  | \| \| Atherospermataceae \| \| \| \| \| \| Gomortegaceae \| \| \| \| |
|  |                                                                      |
|  | Atherospermataceae                                                   |
|  |                                                                      |
|  | Gomortegaceae                                                        |
|  |                                                                      |

|  | Atherospermataceae |
|  |                    |
|  | Gomortegaceae      |
|  |                    |

|  | Hernandiaceae                                             |
|  |                                                           |
|  | \| \| Monimiaceae \| \| \| \| \| \| Lauraceae \| \| \| \| |
|  |                                                           |
|  | Monimiaceae                                               |
|  |                                                           |
|  | Lauraceae                                                 |
|  |                                                           |

|  | Monimiaceae |
|  |             |
|  | Lauraceae   |
|  |             |

|  | Siparunaceae                                                         |
|  |                                                                      |
|  | \| \| Atherospermataceae \| \| \| \| \| \| Gomortegaceae \| \| \| \| |
|  |                                                                      |
|  | Atherospermataceae                                                   |
|  |                                                                      |
|  | Gomortegaceae                                                        |
|  |                                                                      |

|  | Atherospermataceae |
|  |                    |
|  | Gomortegaceae      |
|  |                    |

|  | Hernandiaceae                                             |
|  |                                                           |
|  | \| \| Monimiaceae \| \| \| \| \| \| Lauraceae \| \| \| \| |
|  |                                                           |
|  | Monimiaceae                                               |
|  |                                                           |
|  | Lauraceae                                                 |
|  |                                                           |

|  | Monimiaceae |
|  |             |
|  | Lauraceae   |
|  |             |

|  | Siparunaceae                                                         |
|  |                                                                      |
|  | \| \| Atherospermataceae \| \| \| \| \| \| Gomortegaceae \| \| \| \| |
|  |                                                                      |
|  | Atherospermataceae                                                   |
|  |                                                                      |
|  | Gomortegaceae                                                        |
|  |                                                                      |

|  | Atherospermataceae |
|  |                    |
|  | Gomortegaceae      |
|  |                    |

|  | Hernandiaceae                                             |
|  |                                                           |
|  | \| \| Monimiaceae \| \| \| \| \| \| Lauraceae \| \| \| \| |
|  |                                                           |
|  | Monimiaceae                                               |
|  |                                                           |
|  | Lauraceae                                                 |
|  |                                                           |

|  | Monimiaceae |
|  |             |
|  | Lauraceae   |
|  |             |

|  | Siparunaceae                                                         |
|  |                                                                      |
|  | \| \| Atherospermataceae \| \| \| \| \| \| Gomortegaceae \| \| \| \| |
|  |                                                                      |
|  | Atherospermataceae                                                   |
|  |                                                                      |
|  | Gomortegaceae                                                        |
|  |                                                                      |

|  | Atherospermataceae |
|  |                    |
|  | Gomortegaceae      |
|  |                    |

|  | Hernandiaceae                                             |
|  |                                                           |
|  | \| \| Monimiaceae \| \| \| \| \| \| Lauraceae \| \| \| \| |
|  |                                                           |
|  | Monimiaceae                                               |
|  |                                                           |
|  | Lauraceae                                                 |
|  |                                                           |

|  | Monimiaceae |
|  |             |
|  | Lauraceae   |
|  |             |

|  | Siparunaceae                                                         |
|  |                                                                      |
|  | \| \| Atherospermataceae \| \| \| \| \| \| Gomortegaceae \| \| \| \| |
|  |                                                                      |
|  | Atherospermataceae                                                   |
|  |                                                                      |
|  | Gomortegaceae                                                        |
|  |                                                                      |

|  | Atherospermataceae |
|  |                    |
|  | Gomortegaceae      |
|  |                    |

|  | Hernandiaceae                                             |
|  |                                                           |
|  | \| \| Monimiaceae \| \| \| \| \| \| Lauraceae \| \| \| \| |
|  |                                                           |
|  | Monimiaceae                                               |
|  |                                                           |
|  | Lauraceae                                                 |
|  |                                                           |

|  | Monimiaceae |
|  |             |
|  | Lauraceae   |
|  |             |

|  | Siparunaceae                                                         |
|  |                                                                      |
|  | \| \| Atherospermataceae \| \| \| \| \| \| Gomortegaceae \| \| \| \| |
|  |                                                                      |
|  | Atherospermataceae                                                   |
|  |                                                                      |
|  | Gomortegaceae                                                        |
|  |                                                                      |

|  | Atherospermataceae |
|  |                    |
|  | Gomortegaceae      |
|  |                    |

|  | Hernandiaceae                                             |
|  |                                                           |
|  | \| \| Monimiaceae \| \| \| \| \| \| Lauraceae \| \| \| \| |
|  |                                                           |
|  | Monimiaceae                                               |
|  |                                                           |
|  | Lauraceae                                                 |
|  |                                                           |

|  | Monimiaceae |
|  |             |
|  | Lauraceae   |
|  |             |

|  | Siparunaceae                                                         |
|  |                                                                      |
|  | \| \| Atherospermataceae \| \| \| \| \| \| Gomortegaceae \| \| \| \| |
|  |                                                                      |
|  | Atherospermataceae                                                   |
|  |                                                                      |
|  | Gomortegaceae                                                        |
|  |                                                                      |

|  | Atherospermataceae |
|  |                    |
|  | Gomortegaceae      |
|  |                    |

|  | Hernandiaceae                                             |
|  |                                                           |
|  | \| \| Monimiaceae \| \| \| \| \| \| Lauraceae \| \| \| \| |
|  |                                                           |
|  | Monimiaceae                                               |
|  |                                                           |
|  | Lauraceae                                                 |
|  |                                                           |

|  | Monimiaceae |
|  |             |
|  | Lauraceae   |
|  |             |

|  | Siparunaceae                                                         |
|  |                                                                      |
|  | \| \| Atherospermataceae \| \| \| \| \| \| Gomortegaceae \| \| \| \| |
|  |                                                                      |
|  | Atherospermataceae                                                   |
|  |                                                                      |
|  | Gomortegaceae                                                        |
|  |                                                                      |

|  | Atherospermataceae |
|  |                    |
|  | Gomortegaceae      |
|  |                    |

|  | Hernandiaceae                                             |
|  |                                                           |
|  | \| \| Monimiaceae \| \| \| \| \| \| Lauraceae \| \| \| \| |
|  |                                                           |
|  | Monimiaceae                                               |
|  |                                                           |
|  | Lauraceae                                                 |
|  |                                                           |

|  | Monimiaceae |
|  |             |
|  | Lauraceae   |
|  |             |

|  | Siparunaceae                                                         |
|  |                                                                      |
|  | \| \| Atherospermataceae \| \| \| \| \| \| Gomortegaceae \| \| \| \| |
|  |                                                                      |
|  | Atherospermataceae                                                   |
|  |                                                                      |
|  | Gomortegaceae                                                        |
|  |                                                                      |

|  | Atherospermataceae |
|  |                    |
|  | Gomortegaceae      |
|  |                    |

|  | Hernandiaceae                                             |
|  |                                                           |
|  | \| \| Monimiaceae \| \| \| \| \| \| Lauraceae \| \| \| \| |
|  |                                                           |
|  | Monimiaceae                                               |
|  |                                                           |
|  | Lauraceae                                                 |
|  |                                                           |

|  | Monimiaceae |
|  |             |
|  | Lauraceae   |
|  |             |

|  | Siparunaceae                                                         |
|  |                                                                      |
|  | \| \| Atherospermataceae \| \| \| \| \| \| Gomortegaceae \| \| \| \| |
|  |                                                                      |
|  | Atherospermataceae                                                   |
|  |                                                                      |
|  | Gomortegaceae                                                        |
|  |                                                                      |

|  | Atherospermataceae |
|  |                    |
|  | Gomortegaceae      |
|  |                    |

|  | Hernandiaceae                                             |
|  |                                                           |
|  | \| \| Monimiaceae \| \| \| \| \| \| Lauraceae \| \| \| \| |
|  |                                                           |
|  | Monimiaceae                                               |
|  |                                                           |
|  | Lauraceae                                                 |
|  |                                                           |

|  | Monimiaceae |
|  |             |
|  | Lauraceae   |
|  |             |

|  | Siparunaceae                                                         |
|  |                                                                      |
|  | \| \| Atherospermataceae \| \| \| \| \| \| Gomortegaceae \| \| \| \| |
|  |                                                                      |
|  | Atherospermataceae                                                   |
|  |                                                                      |
|  | Gomortegaceae                                                        |
|  |                                                                      |

|  | Atherospermataceae |
|  |                    |
|  | Gomortegaceae      |
|  |                    |

|  | Hernandiaceae                                             |
|  |                                                           |
|  | \| \| Monimiaceae \| \| \| \| \| \| Lauraceae \| \| \| \| |
|  |                                                           |
|  | Monimiaceae                                               |
|  |                                                           |
|  | Lauraceae                                                 |
|  |                                                           |

|  | Monimiaceae |
|  |             |
|  | Lauraceae   |
|  |             |

|  | Siparunaceae                                                         |
|  |                                                                      |
|  | \| \| Atherospermataceae \| \| \| \| \| \| Gomortegaceae \| \| \| \| |
|  |                                                                      |
|  | Atherospermataceae                                                   |
|  |                                                                      |
|  | Gomortegaceae                                                        |
|  |                                                                      |

|  | Atherospermataceae |
|  |                    |
|  | Gomortegaceae      |
|  |                    |

|  | Hernandiaceae                                             |
|  |                                                           |
|  | \| \| Monimiaceae \| \| \| \| \| \| Lauraceae \| \| \| \| |
|  |                                                           |
|  | Monimiaceae                                               |
|  |                                                           |
|  | Lauraceae                                                 |
|  |                                                           |

|  | Monimiaceae |
|  |             |
|  | Lauraceae   |
|  |             |

|  | Siparunaceae                                                         |
|  |                                                                      |
|  | \| \| Atherospermataceae \| \| \| \| \| \| Gomortegaceae \| \| \| \| |
|  |                                                                      |
|  | Atherospermataceae                                                   |
|  |                                                                      |
|  | Gomortegaceae                                                        |
|  |                                                                      |

|  | Atherospermataceae |
|  |                    |
|  | Gomortegaceae      |
|  |                    |

|  | Hernandiaceae                                             |
|  |                                                           |
|  | \| \| Monimiaceae \| \| \| \| \| \| Lauraceae \| \| \| \| |
|  |                                                           |
|  | Monimiaceae                                               |
|  |                                                           |
|  | Lauraceae                                                 |
|  |                                                           |

|  | Monimiaceae |
|  |             |
|  | Lauraceae   |
|  |             |

|  | Canellales |
|  |            |
|  | Piperales  |
|  |            |

|  | Siparunaceae                                                         |
|  |                                                                      |
|  | \| \| Atherospermataceae \| \| \| \| \| \| Gomortegaceae \| \| \| \| |
|  |                                                                      |
|  | Atherospermataceae                                                   |
|  |                                                                      |
|  | Gomortegaceae                                                        |
|  |                                                                      |

|  | Atherospermataceae |
|  |                    |
|  | Gomortegaceae      |
|  |                    |

|  | Hernandiaceae                                             |
|  |                                                           |
|  | \| \| Monimiaceae \| \| \| \| \| \| Lauraceae \| \| \| \| |
|  |                                                           |
|  | Monimiaceae                                               |
|  |                                                           |
|  | Lauraceae                                                 |
|  |                                                           |

|  | Monimiaceae |
|  |             |
|  | Lauraceae   |
|  |             |

|  | Siparunaceae                                                         |
|  |                                                                      |
|  | \| \| Atherospermataceae \| \| \| \| \| \| Gomortegaceae \| \| \| \| |
|  |                                                                      |
|  | Atherospermataceae                                                   |
|  |                                                                      |
|  | Gomortegaceae                                                        |
|  |                                                                      |

|  | Atherospermataceae |
|  |                    |
|  | Gomortegaceae      |
|  |                    |

|  | Hernandiaceae                                             |
|  |                                                           |
|  | \| \| Monimiaceae \| \| \| \| \| \| Lauraceae \| \| \| \| |
|  |                                                           |
|  | Monimiaceae                                               |
|  |                                                           |
|  | Lauraceae                                                 |
|  |                                                           |

|  | Monimiaceae |
|  |             |
|  | Lauraceae   |
|  |             |

|  | Siparunaceae                                                         |
|  |                                                                      |
|  | \| \| Atherospermataceae \| \| \| \| \| \| Gomortegaceae \| \| \| \| |
|  |                                                                      |
|  | Atherospermataceae                                                   |
|  |                                                                      |
|  | Gomortegaceae                                                        |
|  |                                                                      |

|  | Atherospermataceae |
|  |                    |
|  | Gomortegaceae      |
|  |                    |

|  | Hernandiaceae                                             |
|  |                                                           |
|  | \| \| Monimiaceae \| \| \| \| \| \| Lauraceae \| \| \| \| |
|  |                                                           |
|  | Monimiaceae                                               |
|  |                                                           |
|  | Lauraceae                                                 |
|  |                                                           |

|  | Monimiaceae |
|  |             |
|  | Lauraceae   |
|  |             |

|  | Siparunaceae                                                         |
|  |                                                                      |
|  | \| \| Atherospermataceae \| \| \| \| \| \| Gomortegaceae \| \| \| \| |
|  |                                                                      |
|  | Atherospermataceae                                                   |
|  |                                                                      |
|  | Gomortegaceae                                                        |
|  |                                                                      |

|  | Atherospermataceae |
|  |                    |
|  | Gomortegaceae      |
|  |                    |

|  | Hernandiaceae                                             |
|  |                                                           |
|  | \| \| Monimiaceae \| \| \| \| \| \| Lauraceae \| \| \| \| |
|  |                                                           |
|  | Monimiaceae                                               |
|  |                                                           |
|  | Lauraceae                                                 |
|  |                                                           |

|  | Monimiaceae |
|  |             |
|  | Lauraceae   |
|  |             |

|  | Siparunaceae                                                         |
|  |                                                                      |
|  | \| \| Atherospermataceae \| \| \| \| \| \| Gomortegaceae \| \| \| \| |
|  |                                                                      |
|  | Atherospermataceae                                                   |
|  |                                                                      |
|  | Gomortegaceae                                                        |
|  |                                                                      |

|  | Atherospermataceae |
|  |                    |
|  | Gomortegaceae      |
|  |                    |

|  | Hernandiaceae                                             |
|  |                                                           |
|  | \| \| Monimiaceae \| \| \| \| \| \| Lauraceae \| \| \| \| |
|  |                                                           |
|  | Monimiaceae                                               |
|  |                                                           |
|  | Lauraceae                                                 |
|  |                                                           |

|  | Monimiaceae |
|  |             |
|  | Lauraceae   |
|  |             |

|  | Siparunaceae                                                         |
|  |                                                                      |
|  | \| \| Atherospermataceae \| \| \| \| \| \| Gomortegaceae \| \| \| \| |
|  |                                                                      |
|  | Atherospermataceae                                                   |
|  |                                                                      |
|  | Gomortegaceae                                                        |
|  |                                                                      |

|  | Atherospermataceae |
|  |                    |
|  | Gomortegaceae      |
|  |                    |

|  | Hernandiaceae                                             |
|  |                                                           |
|  | \| \| Monimiaceae \| \| \| \| \| \| Lauraceae \| \| \| \| |
|  |                                                           |
|  | Monimiaceae                                               |
|  |                                                           |
|  | Lauraceae                                                 |
|  |                                                           |

|  | Monimiaceae |
|  |             |
|  | Lauraceae   |
|  |             |

|  | Siparunaceae                                                         |
|  |                                                                      |
|  | \| \| Atherospermataceae \| \| \| \| \| \| Gomortegaceae \| \| \| \| |
|  |                                                                      |
|  | Atherospermataceae                                                   |
|  |                                                                      |
|  | Gomortegaceae                                                        |
|  |                                                                      |

|  | Atherospermataceae |
|  |                    |
|  | Gomortegaceae      |
|  |                    |

|  | Hernandiaceae                                             |
|  |                                                           |
|  | \| \| Monimiaceae \| \| \| \| \| \| Lauraceae \| \| \| \| |
|  |                                                           |
|  | Monimiaceae                                               |
|  |                                                           |
|  | Lauraceae                                                 |
|  |                                                           |

|  | Monimiaceae |
|  |             |
|  | Lauraceae   |
|  |             |

|  | Siparunaceae                                                         |
|  |                                                                      |
|  | \| \| Atherospermataceae \| \| \| \| \| \| Gomortegaceae \| \| \| \| |
|  |                                                                      |
|  | Atherospermataceae                                                   |
|  |                                                                      |
|  | Gomortegaceae                                                        |
|  |                                                                      |

|  | Atherospermataceae |
|  |                    |
|  | Gomortegaceae      |
|  |                    |

|  | Hernandiaceae                                             |
|  |                                                           |
|  | \| \| Monimiaceae \| \| \| \| \| \| Lauraceae \| \| \| \| |
|  |                                                           |
|  | Monimiaceae                                               |
|  |                                                           |
|  | Lauraceae                                                 |
|  |                                                           |

|  | Monimiaceae |
|  |             |
|  | Lauraceae   |
|  |             |

|  | Siparunaceae                                                         |
|  |                                                                      |
|  | \| \| Atherospermataceae \| \| \| \| \| \| Gomortegaceae \| \| \| \| |
|  |                                                                      |
|  | Atherospermataceae                                                   |
|  |                                                                      |
|  | Gomortegaceae                                                        |
|  |                                                                      |

|  | Atherospermataceae |
|  |                    |
|  | Gomortegaceae      |
|  |                    |

|  | Hernandiaceae                                             |
|  |                                                           |
|  | \| \| Monimiaceae \| \| \| \| \| \| Lauraceae \| \| \| \| |
|  |                                                           |
|  | Monimiaceae                                               |
|  |                                                           |
|  | Lauraceae                                                 |
|  |                                                           |

|  | Monimiaceae |
|  |             |
|  | Lauraceae   |
|  |             |

|  | Siparunaceae                                                         |
|  |                                                                      |
|  | \| \| Atherospermataceae \| \| \| \| \| \| Gomortegaceae \| \| \| \| |
|  |                                                                      |
|  | Atherospermataceae                                                   |
|  |                                                                      |
|  | Gomortegaceae                                                        |
|  |                                                                      |

|  | Atherospermataceae |
|  |                    |
|  | Gomortegaceae      |
|  |                    |

|  | Hernandiaceae                                             |
|  |                                                           |
|  | \| \| Monimiaceae \| \| \| \| \| \| Lauraceae \| \| \| \| |
|  |                                                           |
|  | Monimiaceae                                               |
|  |                                                           |
|  | Lauraceae                                                 |
|  |                                                           |

|  | Monimiaceae |
|  |             |
|  | Lauraceae   |
|  |             |

|  | Siparunaceae                                                         |
|  |                                                                      |
|  | \| \| Atherospermataceae \| \| \| \| \| \| Gomortegaceae \| \| \| \| |
|  |                                                                      |
|  | Atherospermataceae                                                   |
|  |                                                                      |
|  | Gomortegaceae                                                        |
|  |                                                                      |

|  | Atherospermataceae |
|  |                    |
|  | Gomortegaceae      |
|  |                    |

|  | Hernandiaceae                                             |
|  |                                                           |
|  | \| \| Monimiaceae \| \| \| \| \| \| Lauraceae \| \| \| \| |
|  |                                                           |
|  | Monimiaceae                                               |
|  |                                                           |
|  | Lauraceae                                                 |
|  |                                                           |

|  | Monimiaceae |
|  |             |
|  | Lauraceae   |
|  |             |

|  | Siparunaceae                                                         |
|  |                                                                      |
|  | \| \| Atherospermataceae \| \| \| \| \| \| Gomortegaceae \| \| \| \| |
|  |                                                                      |
|  | Atherospermataceae                                                   |
|  |                                                                      |
|  | Gomortegaceae                                                        |
|  |                                                                      |

|  | Atherospermataceae |
|  |                    |
|  | Gomortegaceae      |
|  |                    |

|  | Hernandiaceae                                             |
|  |                                                           |
|  | \| \| Monimiaceae \| \| \| \| \| \| Lauraceae \| \| \| \| |
|  |                                                           |
|  | Monimiaceae                                               |
|  |                                                           |
|  | Lauraceae                                                 |
|  |                                                           |

|  | Monimiaceae |
|  |             |
|  | Lauraceae   |
|  |             |

|  | Siparunaceae                                                         |
|  |                                                                      |
|  | \| \| Atherospermataceae \| \| \| \| \| \| Gomortegaceae \| \| \| \| |
|  |                                                                      |
|  | Atherospermataceae                                                   |
|  |                                                                      |
|  | Gomortegaceae                                                        |
|  |                                                                      |

|  | Atherospermataceae |
|  |                    |
|  | Gomortegaceae      |
|  |                    |

|  | Hernandiaceae                                             |
|  |                                                           |
|  | \| \| Monimiaceae \| \| \| \| \| \| Lauraceae \| \| \| \| |
|  |                                                           |
|  | Monimiaceae                                               |
|  |                                                           |
|  | Lauraceae                                                 |
|  |                                                           |

|  | Monimiaceae |
|  |             |
|  | Lauraceae   |
|  |             |

|  | Siparunaceae                                                         |
|  |                                                                      |
|  | \| \| Atherospermataceae \| \| \| \| \| \| Gomortegaceae \| \| \| \| |
|  |                                                                      |
|  | Atherospermataceae                                                   |
|  |                                                                      |
|  | Gomortegaceae                                                        |
|  |                                                                      |

|  | Atherospermataceae |
|  |                    |
|  | Gomortegaceae      |
|  |                    |

|  | Hernandiaceae                                             |
|  |                                                           |
|  | \| \| Monimiaceae \| \| \| \| \| \| Lauraceae \| \| \| \| |
|  |                                                           |
|  | Monimiaceae                                               |
|  |                                                           |
|  | Lauraceae                                                 |
|  |                                                           |

|  | Monimiaceae |
|  |             |
|  | Lauraceae   |
|  |             |

|  | Siparunaceae                                                         |
|  |                                                                      |
|  | \| \| Atherospermataceae \| \| \| \| \| \| Gomortegaceae \| \| \| \| |
|  |                                                                      |
|  | Atherospermataceae                                                   |
|  |                                                                      |
|  | Gomortegaceae                                                        |
|  |                                                                      |

|  | Atherospermataceae |
|  |                    |
|  | Gomortegaceae      |
|  |                    |

|  | Hernandiaceae                                             |
|  |                                                           |
|  | \| \| Monimiaceae \| \| \| \| \| \| Lauraceae \| \| \| \| |
|  |                                                           |
|  | Monimiaceae                                               |
|  |                                                           |
|  | Lauraceae                                                 |
|  |                                                           |

|  | Monimiaceae |
|  |             |
|  | Lauraceae   |
|  |             |

|  | Siparunaceae                                                         |
|  |                                                                      |
|  | \| \| Atherospermataceae \| \| \| \| \| \| Gomortegaceae \| \| \| \| |
|  |                                                                      |
|  | Atherospermataceae                                                   |
|  |                                                                      |
|  | Gomortegaceae                                                        |
|  |                                                                      |

|  | Atherospermataceae |
|  |                    |
|  | Gomortegaceae      |
|  |                    |

|  | Hernandiaceae                                             |
|  |                                                           |
|  | \| \| Monimiaceae \| \| \| \| \| \| Lauraceae \| \| \| \| |
|  |                                                           |
|  | Monimiaceae                                               |
|  |                                                           |
|  | Lauraceae                                                 |
|  |                                                           |

|  | Monimiaceae |
|  |             |
|  | Lauraceae   |
|  |             |

A família Calycanthaceae é o provável grupo-irmão de todas as outras Laurales. As outras famílias estão agrupadas no mesmo clado com base na partilha das seguintes sinapomorfias morfológicas: grãos de pólen inaperturados, com exina fina e espinhosa, estames com pares de glândulas, anteras de deiscência valvar e presença de um único óvulo por carpelo.
A família Lauraceae parece ser o grupo irmão da família Hernandiaceae, embora estudos moleculares pareçam sustentar uma relação próxima com as Monimiaceae. A família Lauraceae apresenta diferenças morfológicas relevantes quando comparada com a família Monimiaceae, pois as suas folhas são alternas e espiraladas, enquanto em Monimiaceae são opostas e serreadas, e pela presença de flores com um único carpelo, enquanto em Monimiaceae as flores apresentam múltiplos carpelos. Quando comparada com a família Hernandiaceae, esta possui o ovário ínfero, enquanto nas Lauraceae o ovário é súpero, e quanto ao fruto, em Hernandiaceae os frutos são do tipo noz, frequentemente associados com estruturas acessórias, já em Lauraceae o fruto é do tipo drupa.

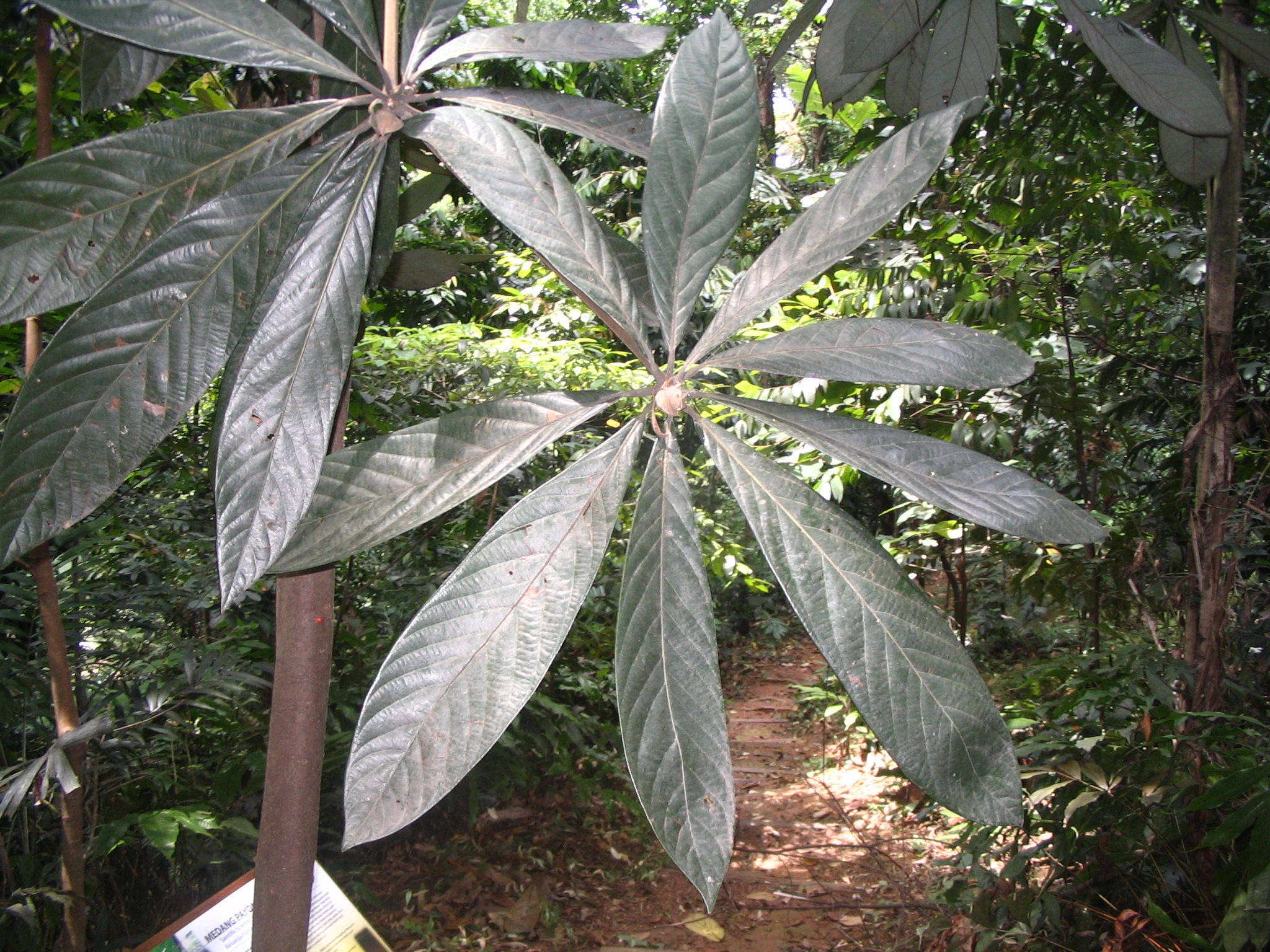
Actinodaphne malaccensis.

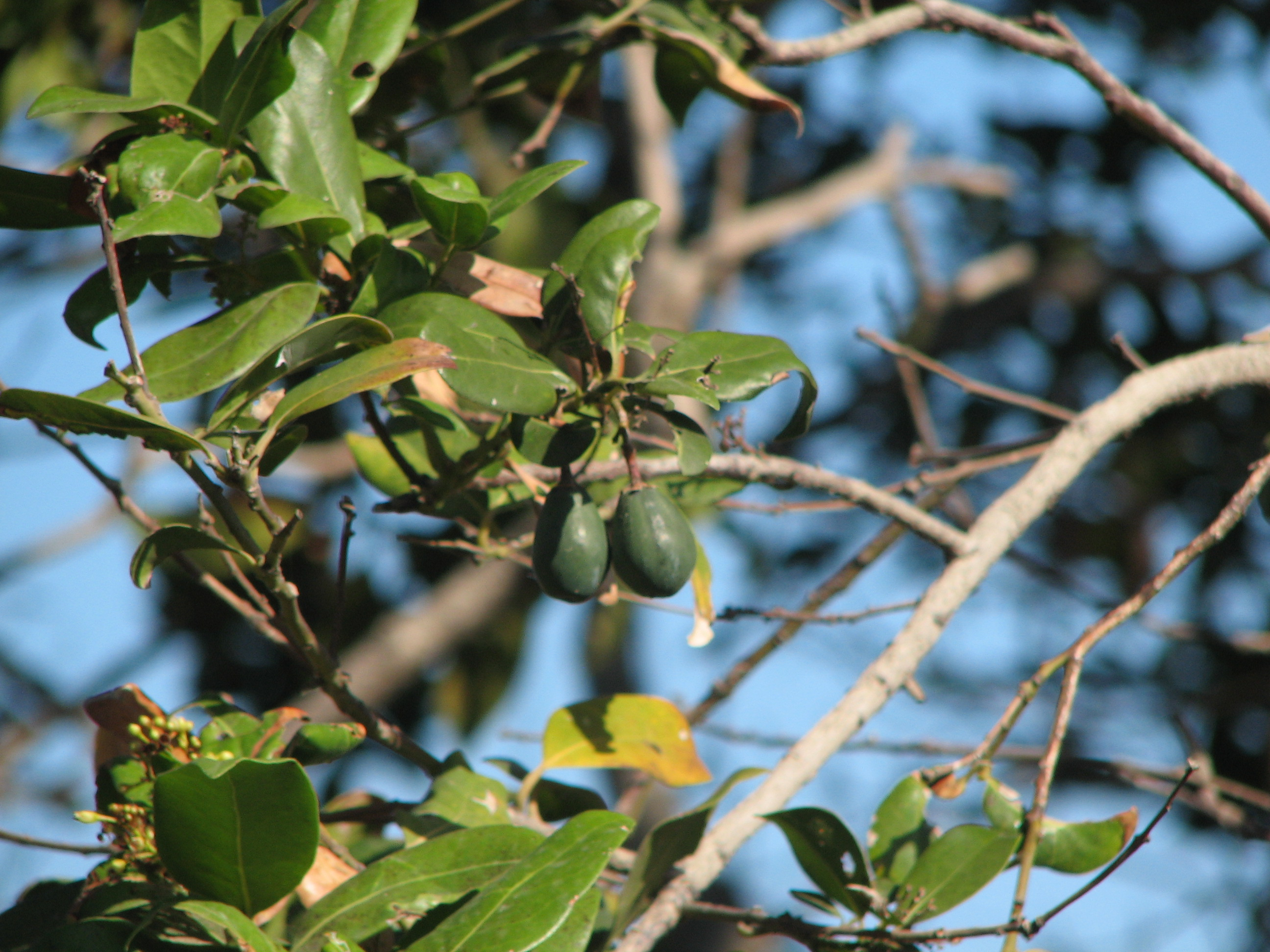
Fruto de Apollonias barbujana (barbusano).

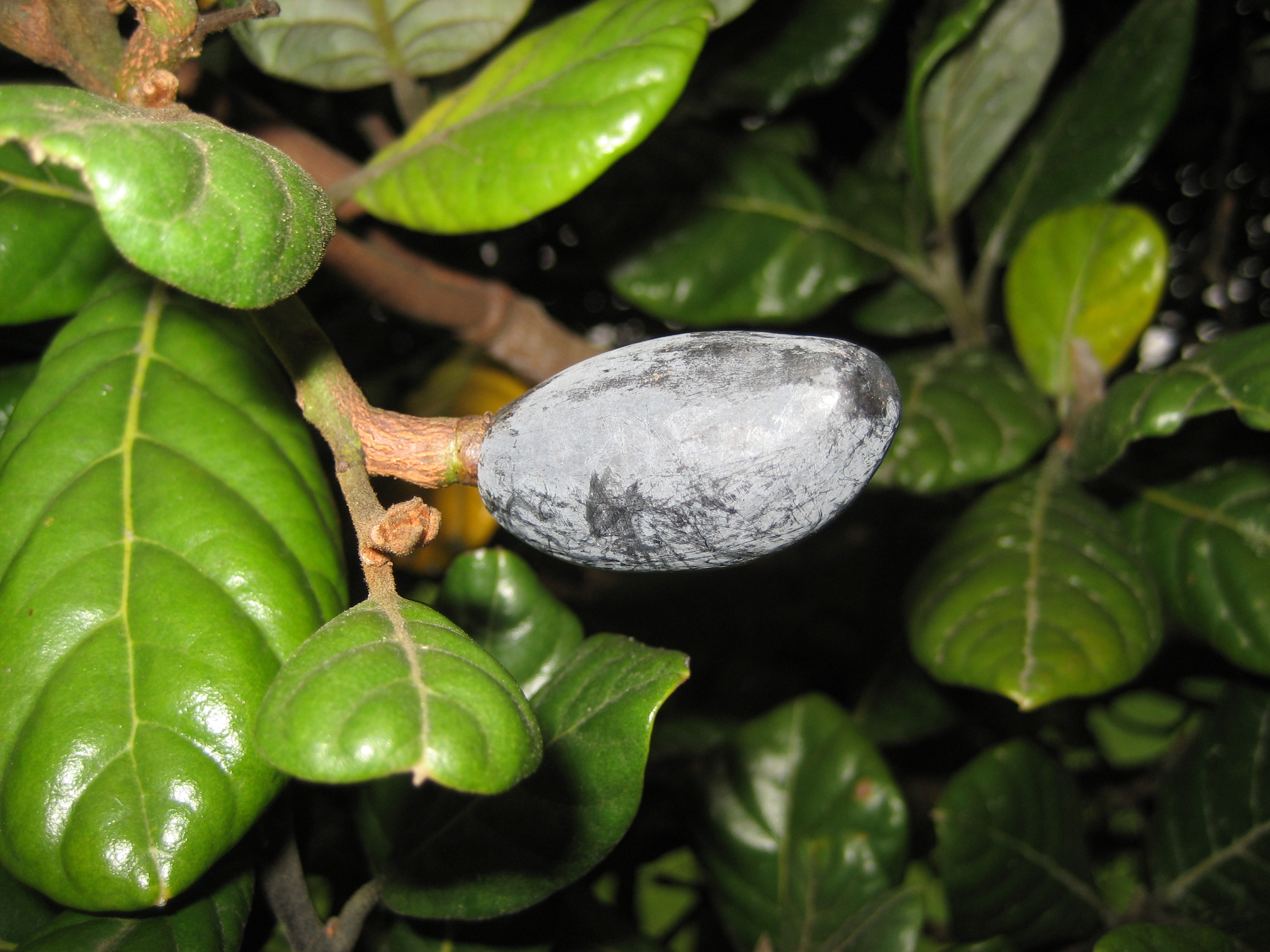
Fruto de Beilschmiedia tarairi.

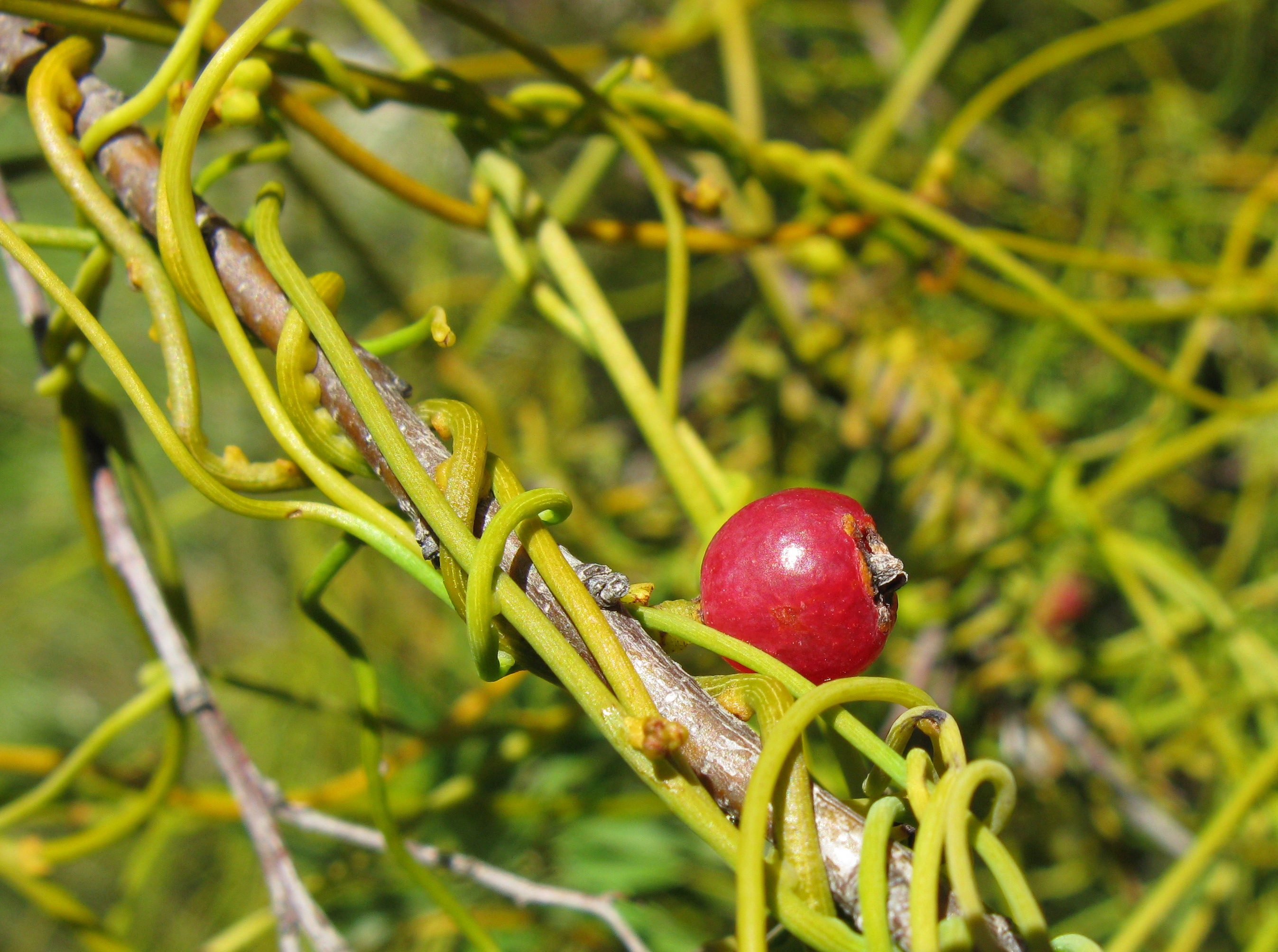
Habito e frutos de Cassytha ciliolata.

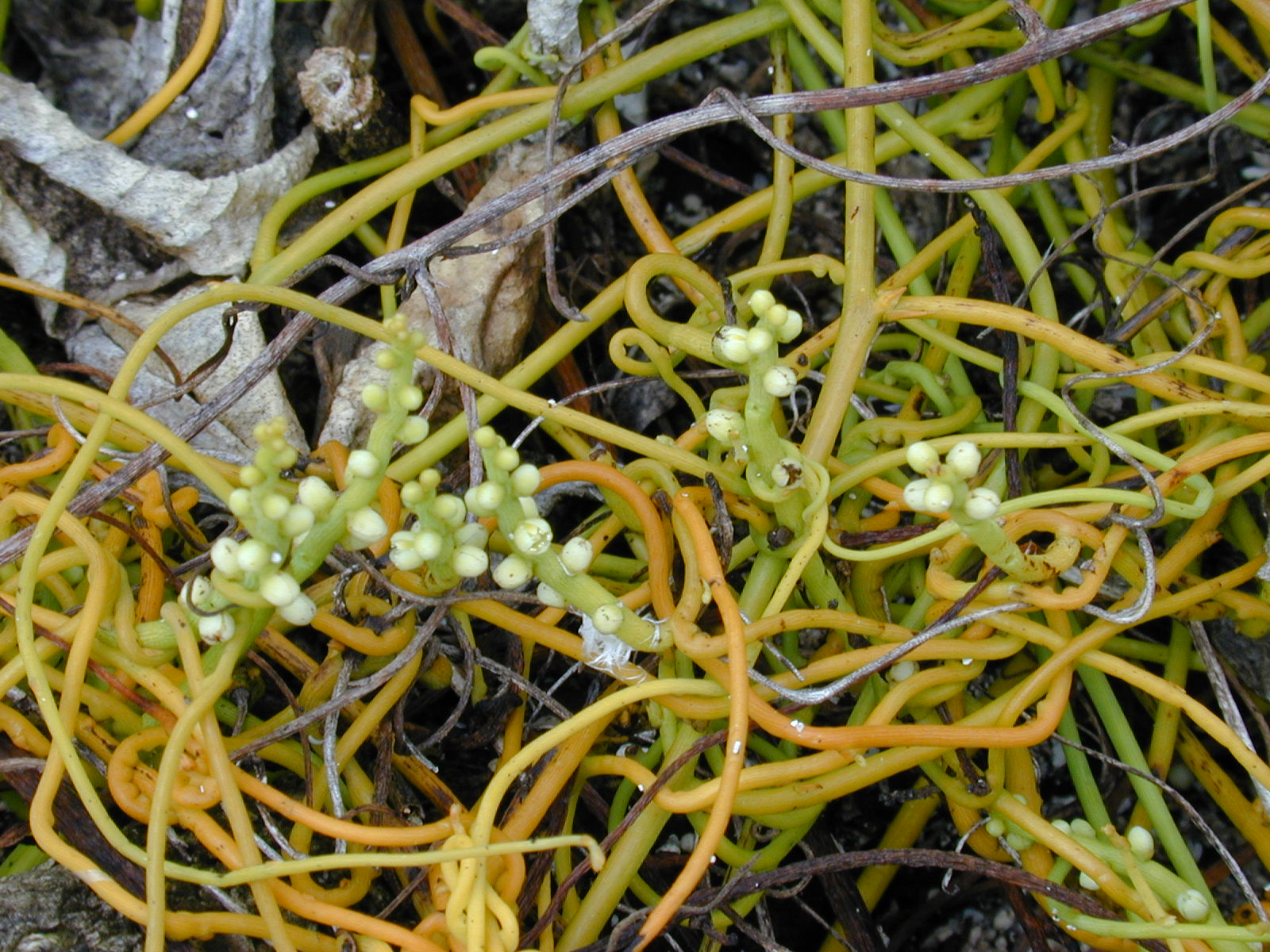
Hábito de Cassytha filiformis

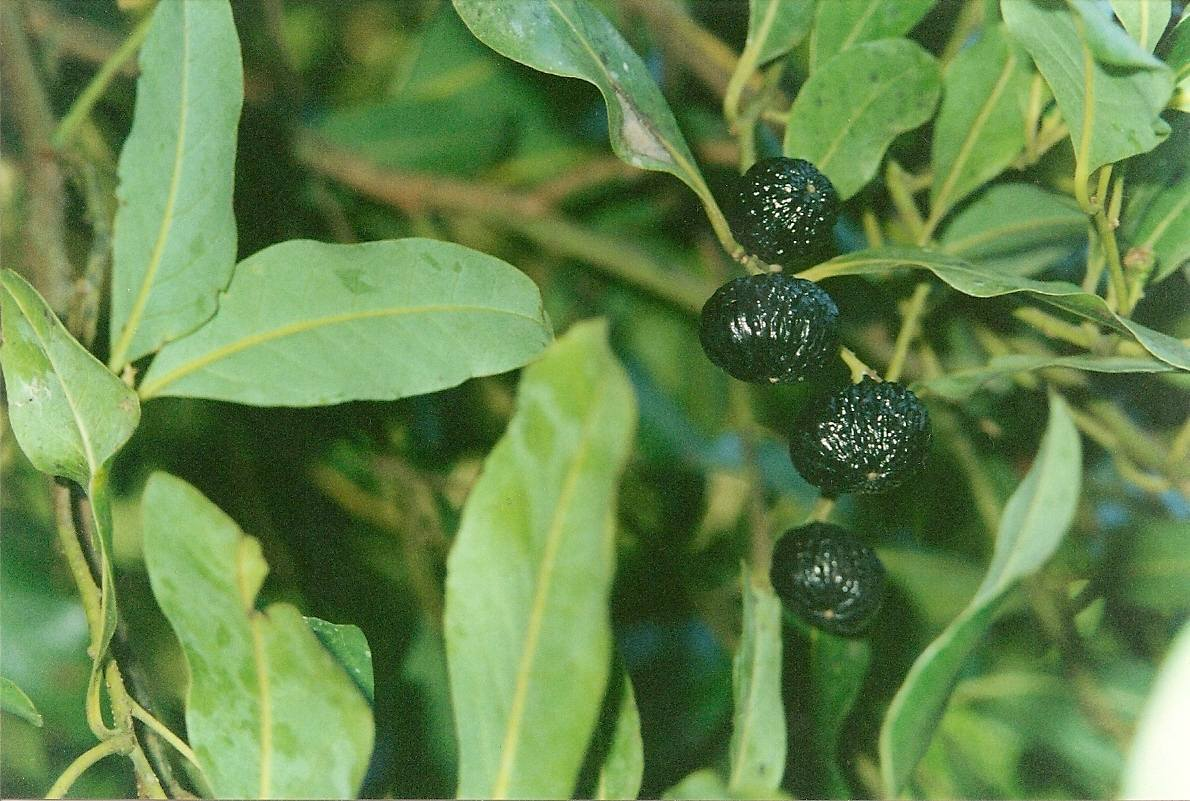
Cryptocarya glaucescens

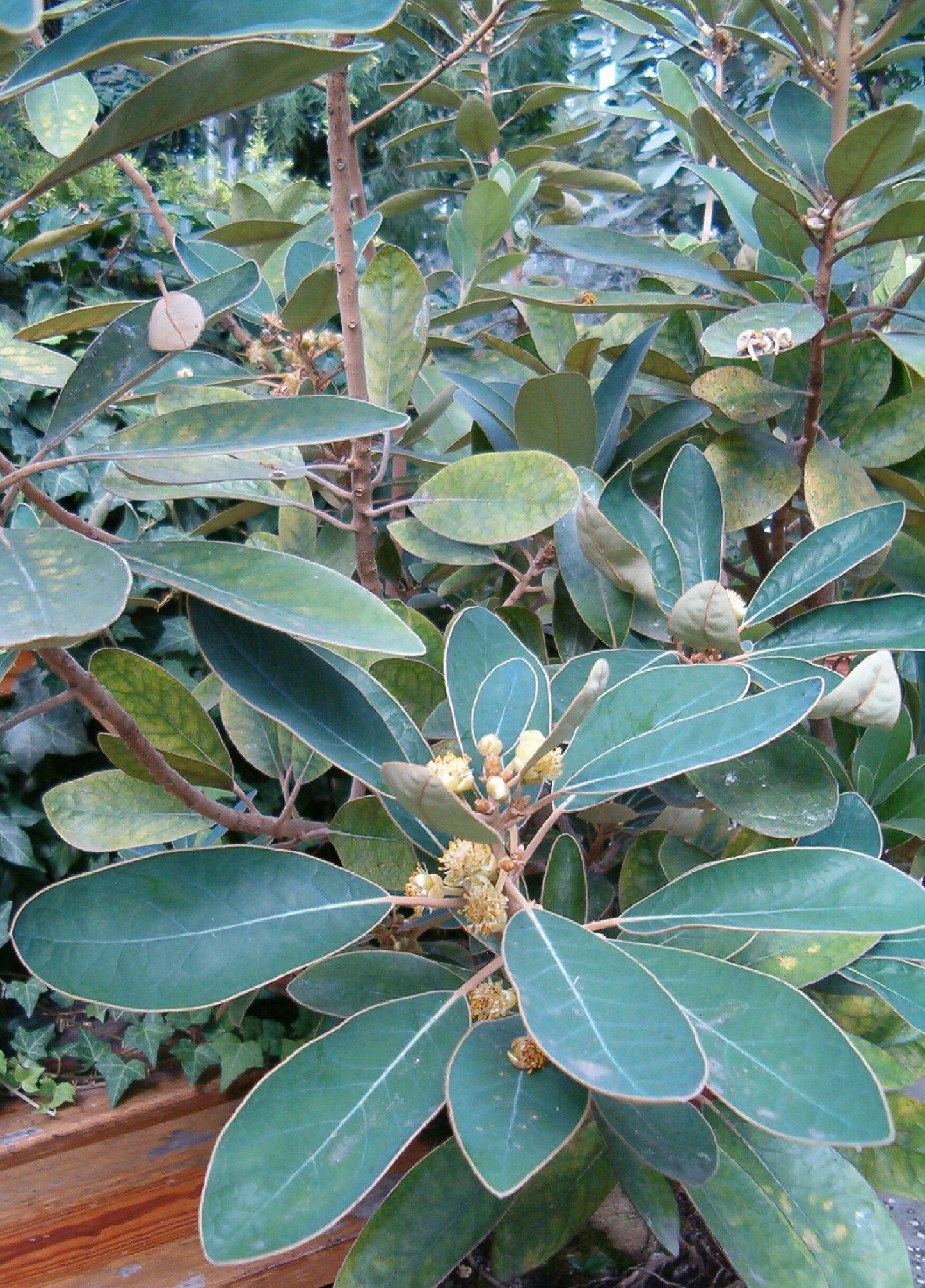
Litsea japonica

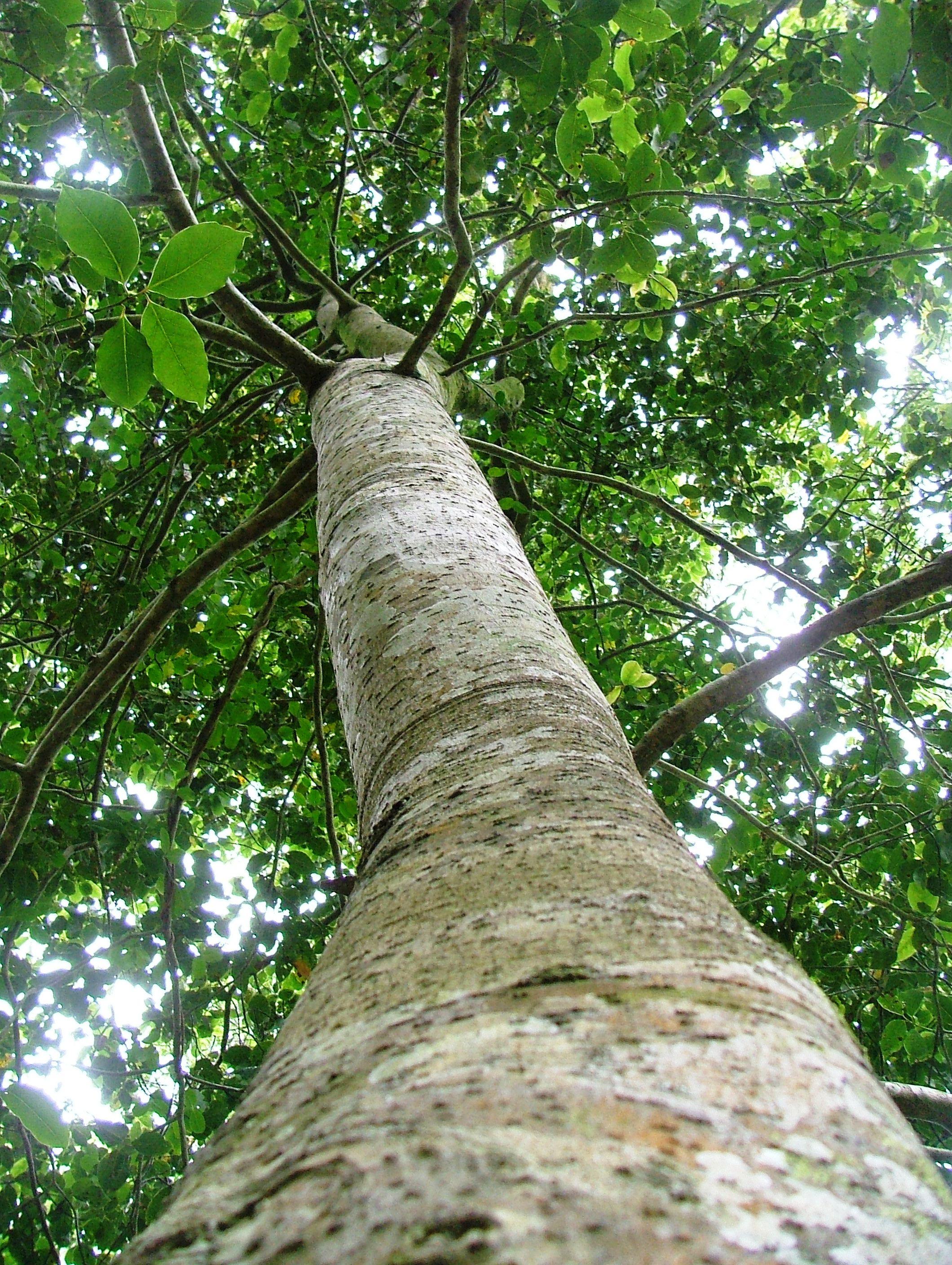
Ocotea bullata

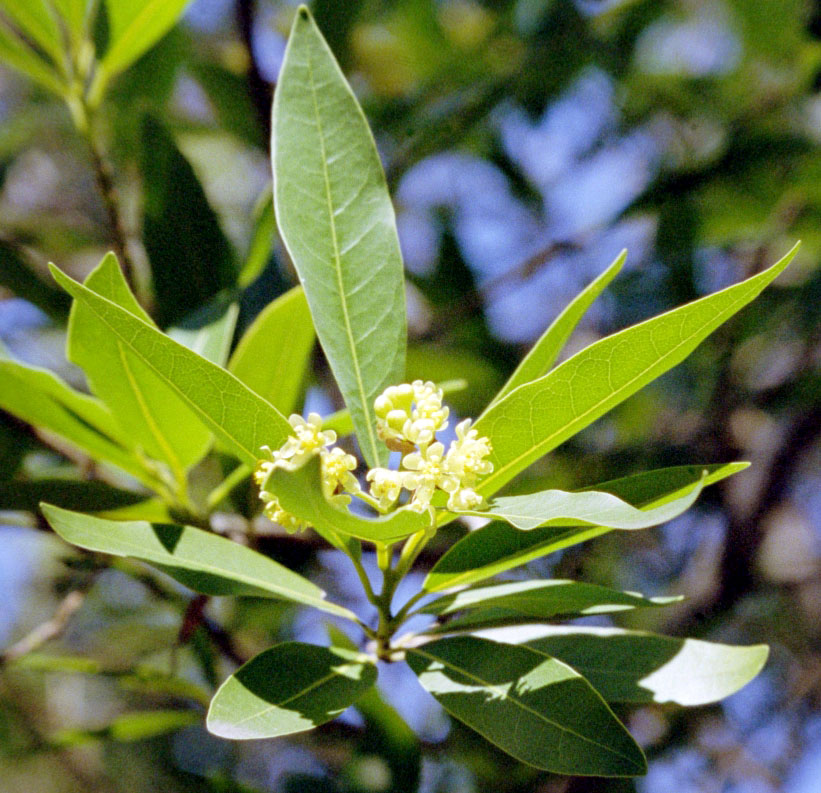
Folhagem e inflorescência de Umbellularia californica.

A família Lauraceae apresenta a maior biodiversidade entre as Laurales, com o maior número de espécies validamente descritas de entre as famílias incluídas naquela ordem. Os resultados obtidos com recurso a técnicas de biologia molecular demonstram que as Lauraceae em conjunto com as Hernandiaceae e as Monimiaceae constituem um clade monofilético, mas as relações de parentesco com as restantes famílias incluídas de Laurales (na sua presente circunscrição taxonómica) ainda não está completamente esclarecida.

### Estrutura da família
A família Lauraceae foi proposta em 1789 por Antoine Laurent de Jussieu sob o nome «Lauri» na sua obra Genera Plantarum, p. 80, publicada naquele ano. Entre os sinónimos de Lauraceae Juss. contam-se Cassythaceae Bartl. ex Lindl. e Perseaceae Horan., embora tenham tido circunscrição taxonómica muito diferente da actual família Lauraceae, pois eram famílias monotípicas com apenas um género (no caso Cassytha e Persea).
Na sua presente circunscrição taxonómica, a família contém de 45 a 57 géneros, dependendo do autor, com de 2000 a 2500 espécies. O número de espécies e a distribuição natural dos géneros que a seguir se apresentam seguem a obra de Rohwer (1990) e merecem actualização, embora tenham sido adicionados alguns dados retirados de obras mais recentes, como por exemplo, a Flora of China (2008), e Quinet (2005):
- Actinodaphne Nees — com cerca de 100 espécies, distribuídas pelas regiões tropicais e subtropicais da Ásia;[17]
- Adenodaphne S.Moore — com menos de 5 espécies, originário da Nova Caledónia;
- Aiouea Aubl. — com cerca de 19 espécies, nativas do Neotropis;[18]
- Alseodaphne Nees — com cerca de 50 ou mais espécies, nativas de Sri Lanka, Índia, Laos, Myanmar, Tailândia, Camboja, China, Vietname, Malásia, Indonésia até às Filipinas;[17]
- Anaueria Kosterm. (frequentemente incluído em Beilschmiedia) — com apenas uma espécie:
  - Anaueria brasiliensis Kosterm. — nativa da América do Sul;
- Aniba Aubl. — com cerca de 48 espécies, nativas do Neotropis;[18]
- Apollonias Nees — com apenas duas espécies:
  - Apollonias arnottii Nees — nativa da Índia;
  - Apollonias barbujana (Cav.) Bornm.) — nativa da Macaronésia (ilhas Canárias);
- Aspidostemon Rohwer & H.G.Richt. — com cerca de 29 espécies, endémico de Madagáscar;[19]
- Beilschmiedia Nees (sin.: Lauromerrillia C.K.Allen, Bernieria Baill., Nesodaphne Hook. f., Thouvenotia Danguy) — com de 250 a 300 espécies, predominantemente da África, Sueste da Ásia, Australásia e Américas;[17][19]
- Caryodaphnopsis Airy Shaw — com cerca de 14 espécies, nativas da Ásia tropical e do Neotropis;[17]
- Cassytha L. (Calodium Lour., Volutella Forsskål) — as 15 a 20 espécies são nativas da Ásia tropical e da África;[17]
- Chlorocardium Rohwer et al. — com duas espécies, nativas do leste da bacia do Amazonas;
- Cinnadenia Kosterm. — com apenas duas espécies, nativas de Butão, Assam, Myanmar e Península Malaia;
- Cinnamomum Schaeff. (Camphora Fabricius, Cecidodaphne Nees, Parthenoxylon Blume) — com 250 a 370 espécies, nativas do Sueste da Ásia até ao extremo Oriente e Austrália;[20]
- Clinostemon Kuhlm. & Samp.  mdash; com duas espécies, nativas do Neotropis;
- Cryptocarya R.Br. (sin.: Ravensara Sonn.)  — com cerca de 200 a 350 espécies, nativas das regiões tropicais e subtropicais. O género está ausente da África Central e tem centro de diversidade na Malásia, estando presente também na Austrália e no Chile.[17]
- Dehaasia Blume (sin.: Cyanodaphne Blume) — com cerca de 35 espécies, nativas do Laos, Camboja, Myanmar, Tailândia, Vietname, China, Malásia, Indonésia e Filipinas, com centro de diversidade no oeste da Malásia.[17]
- Dicypellium Nees & Mart. — com apenas duas espécies, nativas da América do Sul;
- Dodecadenia Nees — com apenas uma espécie:
  - Dodecadenia grandiflora Nees — com distribuição natural na Índia, Butão, Nepal, Myanmar e China.[17]
- Endiandra R.Br. (sin.: Brassiodendron C.K.Allen, Dictyodaphne Blume) — com cerca de 30 espécies, nativas da região que vai da Índia pelo Sueste da Ásia até à Austrália, Nova Guiné e às ilhas do Pacífico;[17]
- Endlicheria Nees — com cerca de 40 espécies, nativas do Neotropis;
- Eusideroxylon Teijsm. & Binn. — com apenas uma espécie:
  - Eusideroxylon zwageri Teijsm. & Binn. — nativa da região insular que vai de Samatra até ao Bornéu;
- Gamanthera van der Werff — com apenas uma espécie:
  - Gamanthera herrerae van der Werff — endémico na Costa Rica;
- Hexapora Hook. f. — com apenas uma espécie:
  - Hexapora curtisii Hook. f. — endémico na Península Malaia;
- Hypodaphnis Stapf — com apenas uma espécie:
  - Hypodaphnis zenkeri (Engl.) Stapf — nativa das regiões tropicais da África Ocidental;
- Iteadaphne Blume — com apenas três espécies, nativas da Índia, Laos, Myanmar, Tailândia, China, Vietname e Malásia;[17]
- Kubitzkia van der Werff (sin.: Systemonodaphne Mez) — com apenas duas espécie na América do Sul;
- Laurus L.) — com apenas duas espécies nativas da região do Mediterrâneo e da Macaronésia;[17]
- Licaria Aubl. (sin.: Acrodiclidium Nees & C.Martius, Chanekia Lundell, Misanteca Schlechtendal & Chamisso) — com 40 a 45 espécies, nativas do Neotropis;
- Lindera Thunb. (sin.:Aperula Blume, Benzoin Schaeffer, Daphnidium Nees, Parabenzoin Nakai, Polyadenia Nees) — com cerca de 100 espécies, nas regiões temperadas, subtropicais e tropicais da Ásia e América do Norte;[17]
- Litsea Lam. (sin.: Hexanthus Lour., Iozoste Nees, Malapoenna Adanson, Pseudolitsea Yen C.Yang, Tetranthera Jacq.) — com cerca de 200[17] (até 400) espécies, nativas das regiões tropicais e subtropicais da Ásia tropical, com algumas poucas espécies na Austrália e da América do Norte até às regiões subtropicais da América do Sul;[17][20]
- Machilus Nees — com cerca de 100 espécies, nativas das regiões temperadas, subtropicais e tropicais do Sul e Sueste da Ásia;[17]
- Mezilaurus Kuntze ex Taub. — com 16 a 18 espécies, nativas do Neotropis, da Costa Rica até ao sueste do Brasil;[18]
- Mocinnodaphne Lorea-Hern. — com apenas uma espécie:
  - Mocinnodaphne cinnamomoidea Lorea-Hern. — nativa do México;
- Nectandra Rottb. — com de 88 a 120 espécies, maioritariamente do Neotropis;
- Neocinnamomum H.Liu — com cerca de 7 espécies, nativas da Índia, Butão, Nepal, Myanmar, Tailândia, China (5 espécies), Vietname e Samatra;[17]
- Neolitsea (Benth. & Hook. f.) Merr. (sin.: Litsea sect. Neolitsea Benth. & Hook. f., Bryantea Raf., Tetradenia Nees non Benth.) — com cerca de 85 espécies, nativas da Indo-Malásia até ao leste da Ásia;[17][20]
- Nothaphoebe Blume — com cerca de 40 espécies, nativas da Ásia, especialmente na Malásia e Indonésia;[17]
- Ocotea Aubl. (sin.: Agathophyllum Juss., Evodia Gaertn., Mespilodaphne Nees & Mart. ex Nees, Oreodaphne Nees & Mart.) — no Neotropis ocorrem de 300 a 350 espécies e em África (cerca de 7 espécies), Madagáscar (cerca de 50 espécies), bem como na Macaronésia (apenas uma espécie), existindo outras 50 a 60 espécies,[18] entre as quais:
  - Ocotea foetens (Aiton) Baill.)
- Paraia Rohwer et al. — com apenas uma espécie:
  - Paraia bracteata Rohwer et al. — nativa do Brasil;
- Parasassafras D.G.Long — com apenas uma espécie:
  - Parasassafras confertiflorum (Meisner) D.G.Long — nativa da região que vai da Índia pelo Butão e Myanmar até ao sudoeste e oeste de Yunnan (China);[17]
- Persea Mill. — com cerca de 50 (até 100) espécies, nativas dos trópicos, especialmente do Neotropis, com apenas algumas espécies no Sueste da Ásia,[17][20] entre as quais:
  - Persea americana Mill.)
- Phoebe Nees — com até 100 espécies, nativas nativas das regiões tropicais e subtropicais da Ásia;[17][20]
- Phyllostemonodaphne Kosterm. — com apenas uma espécie:
  - Phyllostemonodaphne geminiflora (Mez) Kosterm. — nativa dos estados de Minas Gerais e Rio de Janeiro, parte da formação da Mata Atlântica;[18]
- Pleurothyrium Nees — com 35 a 45 espécies, distribuídas pelo Neotropis;
- Potameia Thouars — com mais de 20 espécies, nativas de Madagáscar (cerca de 22 espécies assinaladas);[19]
- Potoxylon Kosterm. — com apenas uma espécie:
  - Potoxylon melagangai (Symington) Kosterm. — endémico do Bornéu;
- Povedadaphne W.C.Burger — com apenas uma espécie:
  - Povedadaphne quadriporata W.C.Burger — endémica na Costa Rica;
- Rhodostemonodaphne Rohwer & Kubitzki (sin.: Synandrodaphne Meisn.) — com cerca de 41 espécies, nativo da América do Sul;[18]
- Sassafras J.Presl (Pseudosassafras Lecomte, Yushunia Kamikoti) — das três espécies, duas ocorrem apenas na China e uma espécie é nativa da América do Norte;[17]
- Sextonia van der Werff — com apenas duas espécies, nativas da América do Sul;
- Sinopora J.Li et al. — com apenas uma espécie:
  - Sinopora hongkongensis (N.H.Xia et al.) J.Li et al. — um endemismo de ocorrência rara na floresta laurissilva perenifólia a uma altitude de 400 a 500 m restrita ao monte Tai Mo Shan de Hongkong;[17]
- Sinosassafras H.W.Li — com apenas uma espécie:
  - Sinosassafras flavinervium (C.K.Allen) H.W.Li — nativa do sueste de Xizang e oeste de Yunnan (China);[17]
- Syndiclis Hook. f. — com cerca de 10 espécies, uma nativa do Butão e as restantes endémicas na China;[17]
- Triadodaphne Kosterm. — com uma ou duas espécies, endémicas do Bornéu;
- Umbellularia (Nees) Nutt. (sin.: Oreodaphne subg. Umbellularia Nees) — com apenas uma espécie:
  - Umbellularia californica (Hook. & Arn.) Nutt.) — com duas variedades, restrita ao oeste da América do Norte;
- Urbanodendron Mez — com apenas 3 espécies, nativas dos estados de Minas Gerais, Espírito Santo e Rio de Janeiro;[18]
- Williamodendron Kubitzki & H.G.Richt. — com cerca de três espécies, nativa da América do Sul e da América do Sul.

### Géneros
O sistema APG IV inclui na família os seguintes géneros:
- Actinodaphne (161 espécies)
- Aiouea (67 espécies)
- Alseodaphne (98 espécies)
- Aniba (92 espécies)
- Apollonias (11 espécies)
- Aspidostemon (30 espécies)
- Beilschmiedia (355 espécies)
- Benzoin (92 espécies)
- Camphora (48 espécies)
- Caryodaphnopsis (15 espécies)
- Cassytha (61 espécies)
- Chlorocardium (2 espécies)
- Cinnadenia (2 espécies)
- Cinnamomum (250 a 370 espécies)
- Cryptocarya (488 espécies)
- Dehaasia (58 espécies)
- Dicypellium (3 espécies)
- Dodecadenia (4 espécies)
- Endiandra (151 espécies)
- Endlicheria (85 espécies)
- Eusideroxylon (4 espécies)
- Gamanthera (1 espécie)
- Hufelandia (sin.: Beilschmiedia) (15 espécies)
- Hypodaphnis (1 espécie)
- Teadaphne (3 espécies)
- Kubitzkia (2 espécies)
- Laurus (331 espécies)
- Licaria (114 espécies)
- Lindera (158 espécies)
- Litsea (649 espécies)
- Machilus (173 espécies)
- Malapoenna (167 espécies)
- Mezilaurus (26 espécies)
- Misanteca (78 espécies)
- Mocinnodaphne (1 espécie)
- Mutisiopersea (32 espécies)
- Nectandra (328 espécies)
- Neocinnamomum (13 espécies)
- Neolitsea (130 espécies)
- Notaphoebe (42 espécies)
- Ocotea (761 espécies)
- Oreodaphne (177 espécies)
- Parasassafras (1 espécie)
- Parthenoxylon (3 espécies)
- Persea (429 espécies)
- Phoebe (238 espécies)
- Phyllostemonodaphne (1 espécie)
- Pleurothyrium (61 espécies)
- Polyadenia (18 espécies)
- Potameia (31 espécies)
- Potoxylon (1 espécie)
- Povedadaphne (1 espécie)
- Ravensara (38 espécies)
- Rhodostemonodaphne (41 espécies)
- Sassafras (17 espécies)
- Schauera (1 espécie)
- Sextonia (2 espécies)
- Sinopora (1 espécie)
- Sinosassafras (1 espécie)
- Syndiclis (12 espécies)
- Tetranthera (219 espécies)
- Tylostemon (45 espécies)
- Umbellularia (2 espécies)
- Urbanodendron (3 espécies)
- Williamodendron (4 espécies)

## Usos e importância económica
A espécie da família Lauraceae com maior importância económica é Persea americana, uma árvore cujo fruto é comercializado com o nome de abacate ou avocado. O fruto é utilizado para a confecção de saladas e como base para diversos molhos e pastas. O óleo extraído do fruto e da sua grande semente é utilizado na indústria dos cosméticos.
Muitas espécies da família Lauraceae são usadas como aromatizante ou como tempero por causa de sua fragrância aromática. Um exemplo de uso como aromatizante é a canela, extraída da casca de ramos jovens da espécie Cinnamomum verum, produto que encontra larga utilização culinária, especialmente em doçaria. Muitas vezes é utilizada a casca de espécies estreitamente relacionadas, mas o produto obtido é geralmente de qualidade inferior. A espécie Cinnamomum cassia, a cássia, por exemplo, é usada na produção de um sucedâneo da canela, mas proporciona um cheiro menos intenso e menos uniforme.
O uso das folhas de Laurus nobilis, o louro-real ou louro-verdadeiro, é conhecido da região do Mediterrâneo desde os tempos da Antiguidade Clássica. Já o livro de receitas de Marcus Apicius Gavius aponta o seu uso. Nas tradições da mitologia grega conta-se que Daphne se envolveu num loureiro para se esconder de seu admirador Apolo, que por sua vez contribuiu para que coroas de folhas de louro fossem usadas em sinal de luto. Folhas de louro também eram utilizados na Grécia Antiga para honrar os vencedores olímpicos e no Império Romano os generais vitoriosos eram presenteados com coroas de louro.
Também como tempero são usadas, entre outras espécies, o sassafrás (Sassafras albidum), a Litsea glaucens e o Cinnamomum tamala. Outras espécies, em geral não cultivadas, são também muitos usadas como tempero nas suas regiões de distribuição natural, ao ponto de serem consideradas espécies ameaçadas. Um exemplo desse tipo de uso a partir de população silvestres é o caso de Dicypellium caryophyllaceum.
A partir de algumas espécies são extraídos óleos aromáticos para perfumaria, tais como  o óleo de pau-rosa, de Aniba rosaeodora, ou o sassafrás brasileiro, de Ocotea odifera. A indústria farmacêutica utiliza a cânfora, extraída da espécie Cinnamomum camphora, produto para o qual há uma variedade de usos possíveis em diferentes tipos de medicina tradicional.
Várias espécies são utilizadas na produção de madeiras a nível local, embora apenas algumas espécies tenham uso generalizado no mercado madeireiro internacional, com destaque para Chlorocardium rodiaei, Eusideroxylon zwageri, Ocotea porosa e Endiandra palmerstonii.

## Lauraceae no Brasil
Das 2200 espécies da família Lauraceae, cerca de 441 espécies estão distribuídas apenas no Brasil, com ocorrência predominante no domínio fitogeográfico da Amazônia. Dessas 441 espécies, 231 são classificadas como sendo espécies endêmicas, ou seja, ocorrem apenas nos domínios brasileiros.
No Brasil ocorrem os seguintes géneros:
- AioueaAubl.
- Anaueria Kosterm.
- Aniba Aubl.
- Beilschmiedia Nees.
- Caryodaphnopsis Airy Shaw
- Cassytha L.
- Cinnamomum Schaeff.
- Clinostemon (A. Samp.) Kuhlm. & A. Samp.
- Cryptocarya R.Br.
- Dicypellium Nees & Mart.
- Endiandra R. Br.
- Endlicheria Nees
- Licaria Aubl.
- Mezilaurus Taub.
- Nectandra Rol. ex Rottb.
- Ocotea Aubl.
- ''Paraia Rohwer et al.
- Persea Mill.
- Phoebe Nees
- Phyllostemonodaphne Kosterm.
- Pleurothyrium Nees
- Rhodostemonodaphne Rohwer & Kubitzki
- Sextonia van der Werff
- Systemonodaphne Mez
- Urbanodendron Mez
- Williamodendron Kubitzki & H.G.Richt.

### Importância económica

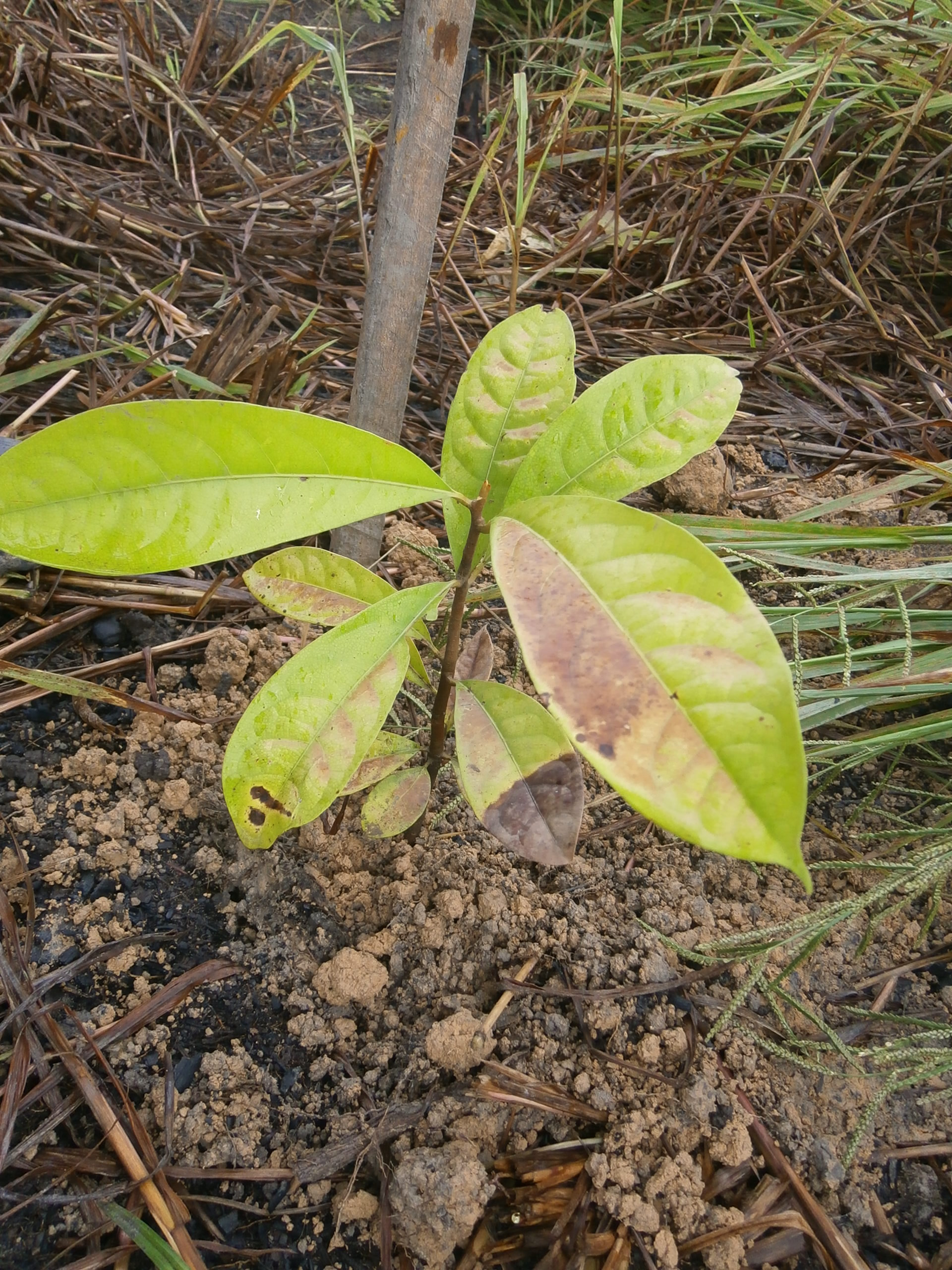
Aniba rosaeodora, o pau-rosa, uma espécie arbórea amplamente explorada pela qualidade da sua madeira e incluída na lista de espécies ameaçadas de extinção no Brasil.

No Brasil, as espécies da família Lauraceae possui grande importância económica, principalmente na indústria madeireira, pois sua madeira é extraída e utilizada na fabricação de móveis de luxo. Como também é bastante comum a extração de óleos essenciais e alcaloides utilizados em perfumaria, produção de cosméticos e como matéria-prima de muitos fármacos.
Embora as Lauraceae sejam importantes componentes florestais em muitas partes do mundo, relativamente, algumas poucas espécies possui importância local. O produto notoriamente mais utilizado é o abacate, o fruto de Persea americana, que, além de ser consumido cru, em saladas, vitaminas, doces e alguns pratos salgados, do abacate também se extrai gordura, utilizada na fabricação de cosméticos. A espécie Laurus nobilis, popularmente conhecido como loureiro, suas folhas são amplamente utilizadas, principalmente na culinária como tempero e chás.
Por muito tempo, o principal produto económico da família Lauraceae era a espécie Cinnamomum verum, a canela-do-ceilão, uma pequena árvore de cuja casca é extraída a canela utilizada como especiaria. Outras espécies do género Cinnamomum também são muito utilizadas como especiaria e como produtoras de óleos essenciais, sendo a cânfora (Cinnamomum camphora) uma das representantes mais conhecidas.
Outras espécies apreciadas por suas propriedades aromáticas e medicinais, são utilizadas também como condimentos. Sendo uma delas a espécie Dicypellium caryophyllaceum, popularmente conhecida como pau-cravo ou cravo-do-maranhão, que está incluída na “lista vermelha” de espécies ameaçadas de extinção, devido sua excessiva exploração no passado, principalmente para vias de exportação. Aniba rosaeodora, conhecida como pau-rosa também é uma das espécies incluídas na “lista vermelha”, dela extraída sua essência e utilizada na indústria de perfumaria nacional e internacional. Outras espécies amplamente exploradas e incluída na “Lista vermelha”, principalmente pela qualidade de sua madeira é a Mezilaurus itauba, conhecida como itaúba no Brasil, como também a Ocotea porosa, conhecida como imbuia.

### Espécies de Lauraceae ameaçadas de extinção
Segundo o Centro Nacional de Conservação da Flora (CNCFlora), as espécies vegetais incluídas na “Lista vermelha” de espécies ameaçadas de extinção da família Lauraceae e sua distribuição no Brasil, são:
| Espécies                                             | Regiões |
| Aiouea acarodomatifera Kosterm.                      | Sudeste e Sul |
| Aiouea benthamiana Mez                               | Norte (Amazonas, Pará, Acre e Amapá) |
| Aiouea bracteata Kosterm.                            | Sudeste (São Paulo e Minas Gerais) |
| Aiouea lehmannii (O.C.Schmidt) S.S.Renner            | Norte (Acre) |
| Aiouea macedoana Vattimo-Gil                         | Norte (Tocantins) |
| Aiouea piauhyensis (Meisn.) Mez                      | Nordeste (Piauí), Centro-Oeste (Mato Grosso, Goiás, Mato Grosso do Sul) e Sudeste (São Paulo) |
| Aiouea trinervis Meisn.                              | Norte (Pará) Centro-Oeste (Mato Grosso, Goiás, Mato Grosso do Sul), Sudeste (São Paulo) e Sul (Paraná, Rio Grande do Sul) |
| Aniba ferrea Kubitzki                                | Norte (Amapá e Amazonas) |
| Aniba heringeri Vattimo                              | Nordeste (Bahia), Centro-Oeste (Mato Grosso, Goiás, Distrito Federal, Mato Grosso do Sul) e Sudeste (Minas Gerais) |
| Aniba intermedia (Meisn.) Mez                        | Nordeste (Bahia) |
| Aniba pedicellata Kosterm.                           | Sudeste (Rio de Janeiro) |
| Aniba rosaeodora Ducke                               | Norte (Amapá, Pará, Amazonas) |
| Aniba santalodora Ducke                              | Norte (Amazonas) |
| Beilschmiedia linharensis Sa.Nishida & van der Werff | Sudeste (Espírito Santo) e Nordeste (Bahia) |
| Beilschmiedia rigida (Mez) Kosterm.                  | Nordeste (Bahia) e Sudeste (Espírito Santo, Rio de Janeiro) |
| Cinnamomum erythropus (Nees & Mart.) Kosterm.        | Sudeste (Minas Gerais) |
| Cinnamomum hatschbachii Vattimo-Gil                  | Sul (Paraná, Santa Catarina) |
| Cinnamomum haussknechtii (Mez) Kosterm.              | Centro-Oeste (Goiás) |
| Cinnamomum quadrangulum Kosterm.                     | Sudeste (Minas Gerais) |
| Cinnamomum stenophyllum (Meisn.) Vattimo-Gil         | Sudeste (São Paulo) |
| Cinnamomum taubertianum (Mez & Schwacke) Kosterm.    | Centro-Oeste (Goiás) |
| Cinnamomum tomentulosum Kosterm.                     | Sudeste (Minas Gerais) e Nordeste (Bahia) |
| Cinnamomum triplinerve (Ruiz & Pav.) Kosterm.        | Nordeste (Ceará, Paraíba), Sudeste (Espírito Santo, Minas Gerais, Rio de Janeiro, São Paulo), Norte (Pará, Roraima) e Sul (Santa Catarina)                                                                                           |
| Dicypellium caryophyllaceum (Mart.) Nees             | Norte (Pará) e Nordeste (Maranhão) |
| Mezilaurus crassiramea (Meisn.) Taub. ex Mez         | Centro-Oeste (Mato Grosso, Goiás) e Sudeste (Minas Gerais e Espírito Santo) |
| Mezilaurus itauba (Meisn.) Taub. ex Mez              | Norte (Pará, Amazonas, Acre) e Centro-Oeste (Mato Grosso) |
| Mezilaurus navalium (Allemão) Taub. ex Mez           | Sudeste (Rio de Janeiro) |
| Nectandra angustifolia (Schrad.) Nees                | Nordeste (Bahia), Sudeste (São Paulo) e Sul (Paraná e Rio Grande do Sul) |
| Nectandra barbellata Coe-Teix.                       | Sudeste (Espírito Santo e São Paulo) |
| Nectandra cissiflora Nees                            | Norte (Pará, Acre), Nordeste (Pernambuco, Bahia), Centro-Oeste (Mato Grosso, Goiás, Distrito Federal, Mato Grosso do Sul), Sudeste (Minas Gerais, São Paulo) e Sul (Paraná, Rio Grande do Sul)                                       |
| Nectandra debilis Mez                                | Sudeste (Espírito Santo, São Paulo e Rio de Janeiro) |
| Nectandra embirensis Coe-Teix.                       | Norte (Amazonas) |
| Nectandra grandiflora Nees                           | Sudeste (Minas Gerais, Espírito Santo, São Paulo, Rio de Janeiro) e Sul (Paraná, Santa Catarina, Rio Grande do Sul) |
| Nectandra grisea Rohwer                              | Norte (Amazonas, Acre) |
| Nectandra hihua (Ruiz & Pav.) Rohwer                 | Norte (Amapá, Pará, Amazonas, Tocantins, Acre), Centro-Oeste (Mato Grosso, Goiás, Distrito Federal, Mato Grosso do Sul), Sudeste (Minas Gerais, São Paulo) e Sul (Paraná)                                                            |
| Nectandra impressa Mez                               | Norte (Amazonas) |
| Nectandra japurensis Nees                            | Norte (Amazonas) |
| Nectandra matogrossensis Coe-Teix.                   | Nordeste (Bahia) e Centro-Oeste (Mato Grosso) |
| Nectandra micranthera Rohwer                         | Nordeste (Bahia) |
| Nectandra paranaensis Coe-Teix.                      | Sudeste (São Paulo) e Sul (Paraná) |
| Nectandra psammophila Nees                           | Nordeste (Bahia) e Sudeste (Minas Gerais, Espírito Santo, São Paulo, Rio de Janeiro) |
| Nectandra spicata Meisn.                             | Sudeste (Rio de Janeiro) |
| Nectandra venulosa Meisn.                            | Sudeste (Minas Gerais) |
| Nectandra warmingii Meisn.                           | Nordeste (Bahia), Centro-Oeste (Goiás, Distrito Federal) e Sudeste (Minas Gerais) |
| Nectandra weddellii Meisn.                           | Sudeste (Minas Gerais e Rio de Janeiro) |
| Ocotea aciphylla (Nees & Mart.) Mez                  | Norte (Amazonas, Tocantins, Rondônia), Nordeste (Maranhão, Pernambuco, Bahia), Centro-Oeste (Mato Grosso, Goiás, Distrito Federal), Sudeste (Minas Gerais, Espírito Santo, São Paulo, Rio de Janeiro) e Sul (Paraná, Santa Catarina) |
| Ocotea basicordatifolia Vattimo-Gil                  | Sudeste (São Paulo) |
| Ocotea beulahiae Baitello                            | Sudeste (São Paulo) |
| Ocotea beyrichii (Nees) Mez                          | Sudeste (Minas Gerais, São Paulo, Rio de Janeiro) |
| Ocotea bicolor Vattimo-Gil                           | Sudeste (Minas Gerais, São Paulo) e Sul (Paraná, Santa Catarina) |
| Ocotea bragai Coe-Teix.                              | Sudeste (São Paulo) |
| Ocotea catharinensis Mez                             | Sudeste (Minas Gerais, Espírito Santo, São Paulo, Rio de Janeiro) e Sul (Paraná, Santa Catarina, Rio Grande do Sul) |
| Ocotea confertiflora (Meisn.) Mez                    | Sudeste (Espírito Santo, Rio de Janeiro) |
| Ocotea cryptocarpa Baitello                          | Sudeste (Espírito Santo) |
| Ocotea curucutuensis Baitello                        | Sudeste (São Paulo, Rio de Janeiro) |
| Ocotea cymbarum Kunth                                | Norte (Pará, Amazonas) |
| Ocotea daphnifolia (Meisn.) Mez                      | Nordeste (Bahia) e Sudeste (Minas Gerais, Espírito Santo, São Paulo, Rio de Janeiro) |
| Ocotea felix Coe-Teix.                               | Sudeste (São Paulo) |
| Ocotea frondosa (Meisn.) Mez                         | Sudeste (São Paulo, Minas Gerais) |
| Ocotea lancifolia (Schott) Mez                       | Norte (Tocantins), Nordeste (Bahia), Centro-Oeste (Goiás, Distrito Federal, Mato Grosso do Sul), Sudeste (Minas Gerais, São Paulo, Rio de Janeiro) e Sul (Paraná, Santa Catarina e Rio Grande do Sul)                                |
| Ocotea langsdorffii (Meisn.) Mez                     | Sudeste (Minas Gerais) |
| Ocotea laxa (Nees) Mez                               | Sudeste (Minas Gerais, Espírito Santo, São Paulo, Rio de Janeiro) e Sul (Paraná e Santa Catarina) |
| Ocotea lobbii (Meisn.) Rohwer                        | Nordeste (Bahia), Sudeste (Minas Gerais, Espírito Santo, São Paulo, Rio de Janeiro) e Sul (Paraná e Santa Catarina) |
| Ocotea mosenii Mez                                   | Sudeste (São Paulo) |
| Ocotea nectandrifolia Mez                            | Sudeste (Minas Gerais, São Paulo, Rio de Janeiro) e Sul (Paraná, Santa Catarina) |
| Ocotea nunesiana (Vattimo-Gil) Baitello              | Sudeste (São Paulo, Rio de Janeiro) e Sul (Paraná) |
| Ocotea odorifera (Vell.) Rohwer                      | Sudeste (Minas Gerais, Espírito Santo, São Paulo, Rio de Janeiro), Sul (Paraná, Santa Catarina, Rio Grande do Sul) e Nordeste (Sul da Bahia)                                                                                         |
| Ocotea percoriacea Kosterm.                          | Nordeste (Bahia), Sudeste (Minas Gerais e Rio de Janeiro) |
| Ocotea polyantha (Nees & Mart.) Mez                  | Sudeste (Minas Gerais, Espírito Santo, Rio de Janeiro) |
| Ocotea pomaderroides (Meisn.) Mez                    | Norte (Tocantins), Nordeste (Bahia), Centro-Oeste (Goiás, Distrito Federal) e Sudeste (Minas Gerais) |
| Ocotea porosa (Nees & Mart.) Barroso                 | Sudeste (Minas Gerais, São Paulo, Rio de Janeiro) e Sul (Paraná e Santa Catarina) |
| Ocotea puberula (Rich.) Nees                         | Norte (Amapá, Pará, Amazonas, Tocantins, Acre), Nordeste (Bahia, Alagoas), Centro-Oeste (Goiás), Sudeste (Minas Gerais, Espírito Santo, São Paulo, Rio de Janeiro) e Sul (Paraná, Santa Catarina e Rio Grande do Sul)                |
| Ocotea pulchella (Nees & Mart.) Mez                  | Norte (Tocantins), Centro-Oeste (Goiás, Distrito Federal), Sudeste (Minas Gerais, Espírito Santo, São Paulo, Rio de Janeiro) e Sul (Paraná, Santa Catarina e Rio Grande do Sul)                                                      |
| Ocotea serrana Coe-Teix.                             | Sudeste (São Paulo) |
| Ocotea silvestris Vattimo-Gil                        | Sudeste (Minas Gerais, Espírito Santo, São Paulo, Rio de Janeiro) e Sul (Paraná, Santa Catarina, Rio Grande do Sul) |
| Ocotea tabacifolia (Meisn.) Rohwer                   | Norte (Amazonas, Rondônia) e Sudeste (Minas Gerais, São Paulo e Rio de Janeiro) |
| Ocotea tristis (Nees & Mart.) Mez                    | Norte (Tocantins), Centro-Oeste (Goiás), Sudeste (Minas Gerais, São Paulo) e Sul (Paraná, Santa Catarina e Rio Grande do Sul) |
| Ocotea vaccinioides (Meisn.) Mez                     | Sudeste (Minas Gerais, Espírito Santo, São Paulo, Rio de Janeiro) e Sul (Paraná e Santa Catarina) |
| Persea glabra van der Werff                          | Nordeste (Bahia) |
| Persea obovata Nees & Mart.                          | Sudeste (São Paulo) |
| Persea pedunculosa Meisn.                            | Sudeste (Minas Gerais) |
| Persea punctata Meisn.                               | Sudeste (São Paulo) |
| Persea rigida Nees & Mart.                           | Sudeste (São Paulo) |
| Persea rufotomentosa Nees & Mart.                    | Centro-Oeste (Distrito Federal)e Sudeste Minas Gerais, Espírito Santo e Rio de Janeiro) |
| Persea willdenovii Kosterm.                          | Nordeste (Bahia), Sudeste (Minas Gerais, São Paulo, Rio de Janeiro) e Sul (Paraná e Santa Catarina) |
| Phyllostemonodaphne geminiflora (Mez) Kosterm.       | Nordeste (Bahia), Sudeste (Minas Gerais, Espírito Santo e Rio de Janeiro) |
| Rhodostemonodaphne capixabensis Baitello & Coe-Teix. | Sudeste (Espírito Santo) |
| Rhodostemonodaphne parvifolia Madriñán               | Norte (Reserva Florestal Adolpho Ducke próximo de Manaus) |
| Rhodostemonodaphne recurva van der Werff             | Norte (arredores de Manaus, Amazonas) |
| Urbanodendron bahiense (Meisn.) Rohwer               | Nordeste (Bahia) e Sudeste (São Paulo e Rio de Janeiro) |
| Urbanodendron macrophyllum Rohwer                    | Sudeste (Rio de Janeiro) |
| Urbanodendron verrucosum (Nees) Mez                  | Sudeste (Espírito Santo, Minas Gerais e Rio de Janeiro) |
| Williamodendron cinnamomeum van der Werff            | Sudeste (Espírito Santo) |

Informações adicionais, como também outras listas de espécies ameaçadas de extinção podem ser consultadas no site do Centro Nacional de Conservação da Flora.